# Quioto
Quioto (em japonês: 京都市; romaniz.: Kyōto-shi, Kyoto) é uma cidade do Japão, capital da prefeitura de Quioto, localizada na região Kansai, no centro-sul do país. Fundada no século I, por mais de um milênio foi a capital da Corte Imperial do Japão, de 794 a 1868, quando foi substituída por Tóquio.
Com uma população estimada em 1,475 milhões de pessoas (2015), Quioto forma, juntamente com as cidades de Osaka e Kobe, uma região metropolitana conhecida como Keihanshin, que abriga mais de 18,6 milhões de pessoas (dados de 2010), figurando como a segunda mais populosa região metropolitana do país, atrás apenas da Grande Tóquio. Foi em tempos conhecida no Ocidente por Meaco (em japonês: 都; romaniz.: Miyako; lit. "capital"). Quioto é ocasionalmente apelidada de "Velha Capital" e "Cidade dos Samurais".

## Nome

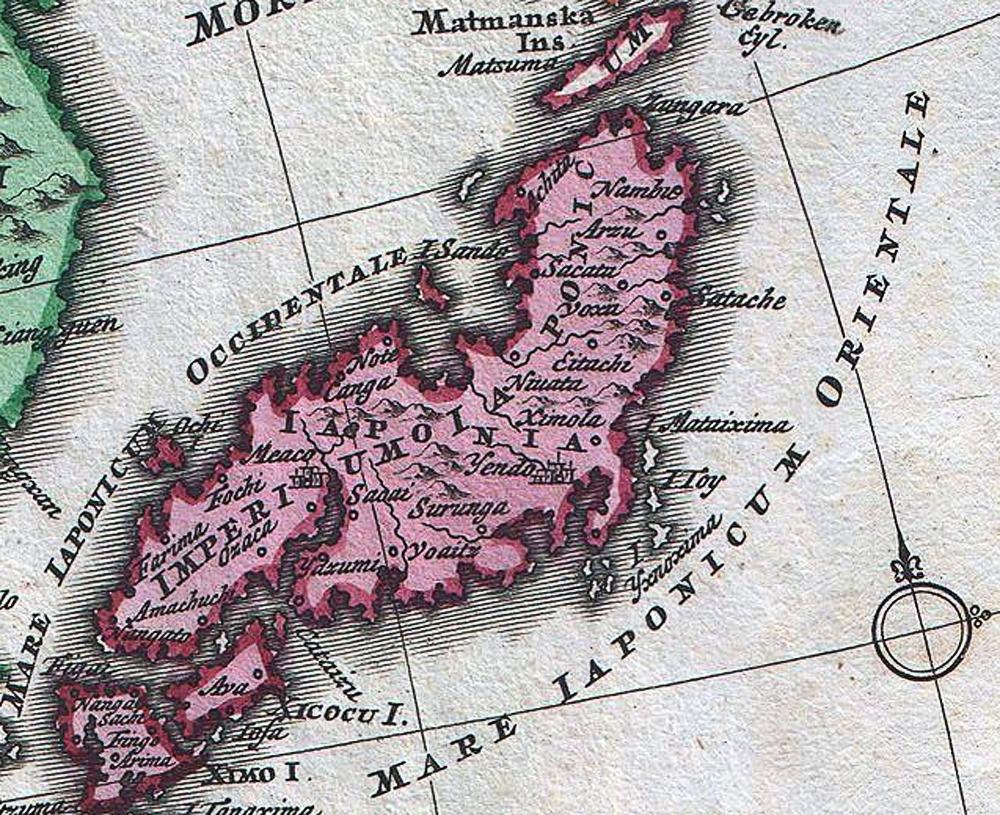
Mapa do século XVIII com a capital japonesa de "Meaco"

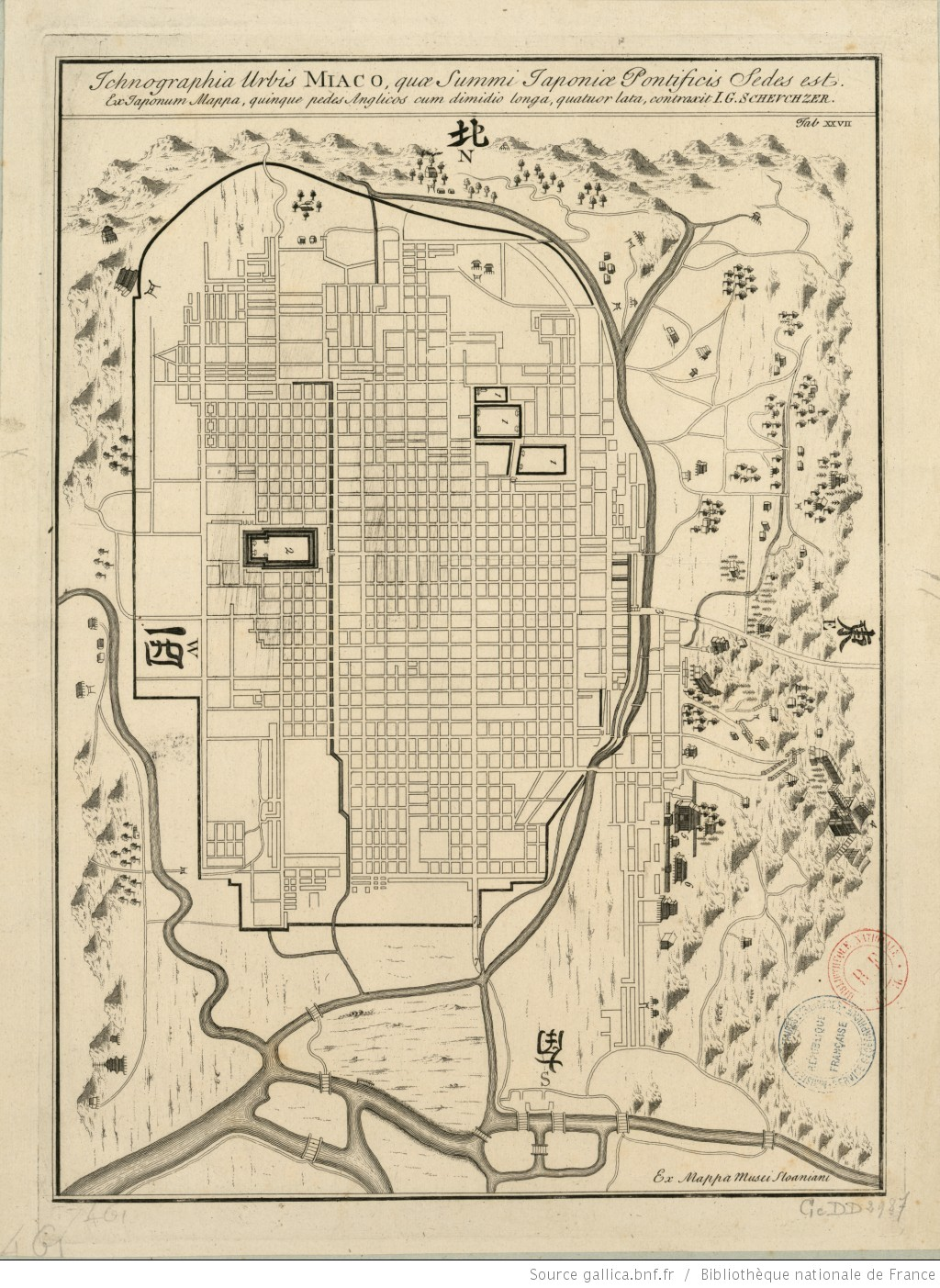
Mapa europeu do século XVIII da cidade de "Miaco"

Em japonês, a cidade tem sido chamada de Kyō (em japonês: 京; romaniz.: Kyō), Miyako (em japonês: 都; romaniz.: Miyako), ou Kyō no Miyako (em japonês: 京の都; romaniz.: Kyō no Miyako). No século XI, a cidade foi renomeada para Quioto, pronúncia japonesa para o ideograma chinês Jingdu (em chinês: 京都; romaniz.: jingdu; lit. "cidade capital"). Após a cidade de Edo ter seu nome mudado para Tóquio (em japonês: 東京; romaniz.: Tokyo; lit. "Capital do Leste") em 1868, e o trono do Imperador ter sido transferido para lá, Quioto foi chamada por um curto espaço de tempo de Saikyō (em japonês: 西京; romaniz.: Saikyō; lit. "Capital do Oeste"). Nos dias atuais, Quioto é ocasionalmente referida como Capital de mil anos (em japonês: 千年の都; romaniz.: Chitose no miyako; lit. "Cidade do milênio").
Ortografias obsoletas para o nome da cidade incluem Kioto, Miaco e Meaco. Outro termo comumente usado para se referir a cidade no período pré-moderno foi Keishi (em japonês: 京師; romaniz.: Keishi; lit. "metrópole" ou "capital").

## História

### Origem
Apesar de vestígios arqueológicos sugerirem presença humana em Kyoto no Paleolítico, pouco se sabe sobre a atividade humana na região antes do século VI, época em que acredita-se que o Santuário de Shimogamo tenha sido construído.

### Heian-kyō

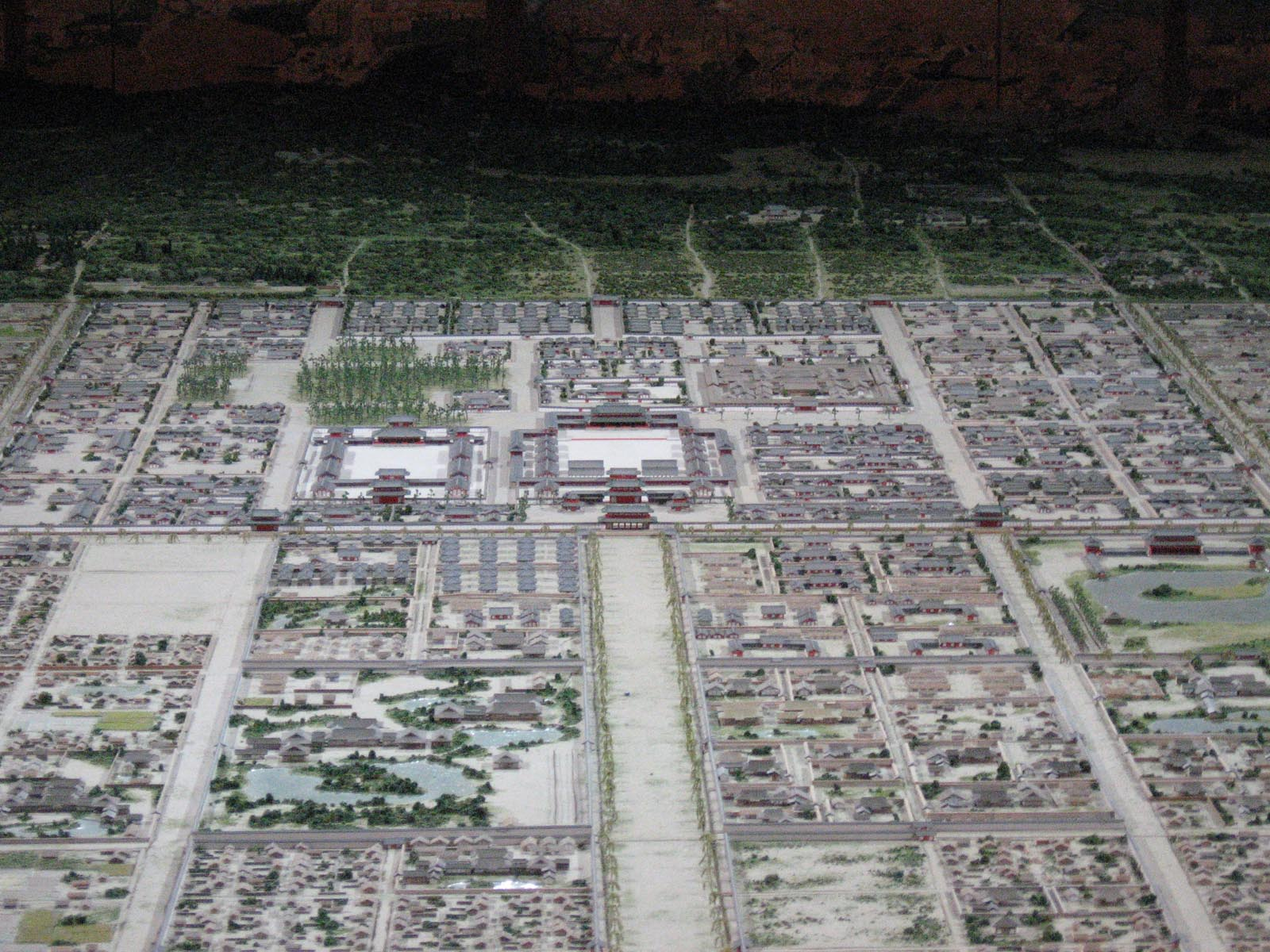
Modelo de Heian-kyō, mostrando o norte em direção a Dai-dairi

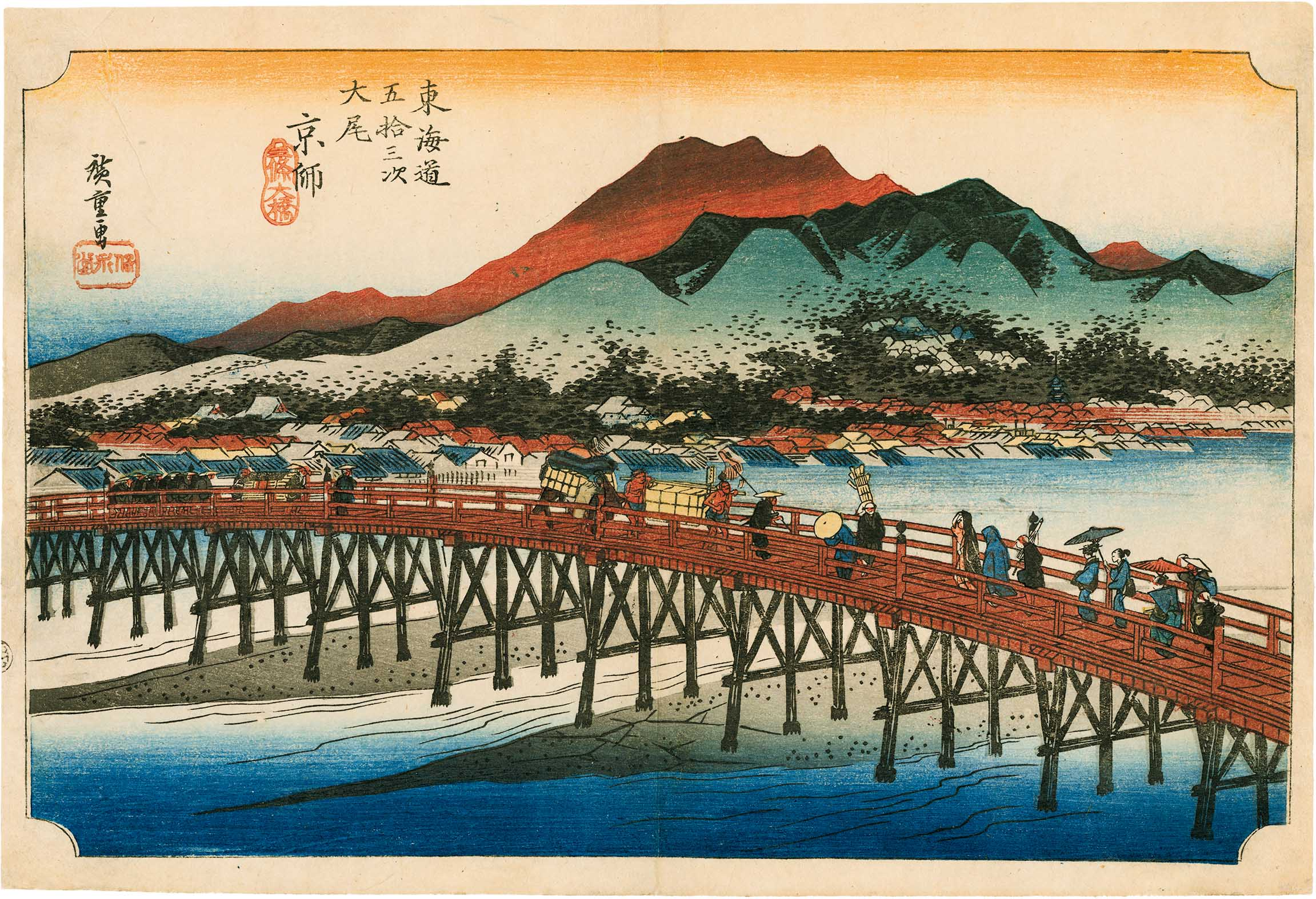
Sanjō Ōhashi, o fim da Tōkaidō no Período Edo (ukiyo-e por Hiroshige)

Durante o século VIII, quando o poderoso clero budista tornou-se envolvido nos assuntos do governo imperial, o Imperador Kanmu decidiu realocar a capital num lugar distante do establishment clerical em Nara. A sua escolha final foi a Vila de Uda, no Distrito de Kadono, Província de Yamashiro.
A nova cidade, Heian-kyō (em japonês: 平安京; romaniz.: Heian-kyō; lit. "cidade da paz e tranquilidade"), uma réplica menor da capital Tang Changan, tornou-se casa da corte imperial do Japão em 22 de outubro de 794, iniciando o Período Heian da História Japonesa. Apesar dos governantes militares terem estabelecido os seus governos tanto em Quioto (Xogunato Muromachi) ou em outras cidades como Kamakura (Xogunato Kamakura) e Edo (Xogunato Tokugawa), Quioto permaneceu como sendo a capital do Japão até a transferência da corte imperial para Tóquio em 1869 na época da Restauração Meiji.
A cidade sofreu uma destruição extensiva na Guerra de Ōnin, entre 1467–1477, e não se recuperou totalmente até meados do século XVI. Durante a Guerra de Ōnin, o shugo entrou em colapso, e o poder foi dividido entre as famílias militares. Batalhas entre facções samurai encheram as ruas, e a aristocracia (kuge) e as facções religiosas acabaram envolvidas. Mansões de nobres eram transformadas em fortalezas, profundas trincheiras foram cavadas pela cidade para defesa contra pessoas e fogo, já que inúmeros prédios haviam sido incendiados.
No final do século XVI, Toyotomi Hideyoshi reconstruiu a cidade fazendo novas ruas para duplicar o número de ruas norte-sul no centro de Quioto, usando blocos retangulares ao invés dos antigos blocos quadrados. Hideyoshi construiu muralhas de terra chamadas odoi (em japonês: 御土居; romaniz.: odoi) ao redor da cidade. A Rua Teramachiin, na área central, é um quarteirão de templos budistas, onde Hideyoshi juntou os templos da cidade. Durante o Período Edo, a economia de Quioto floresceu como uma das três maiores cidades do Japão, sendo as outras Osaka e Edo.

### Moderna Quioto

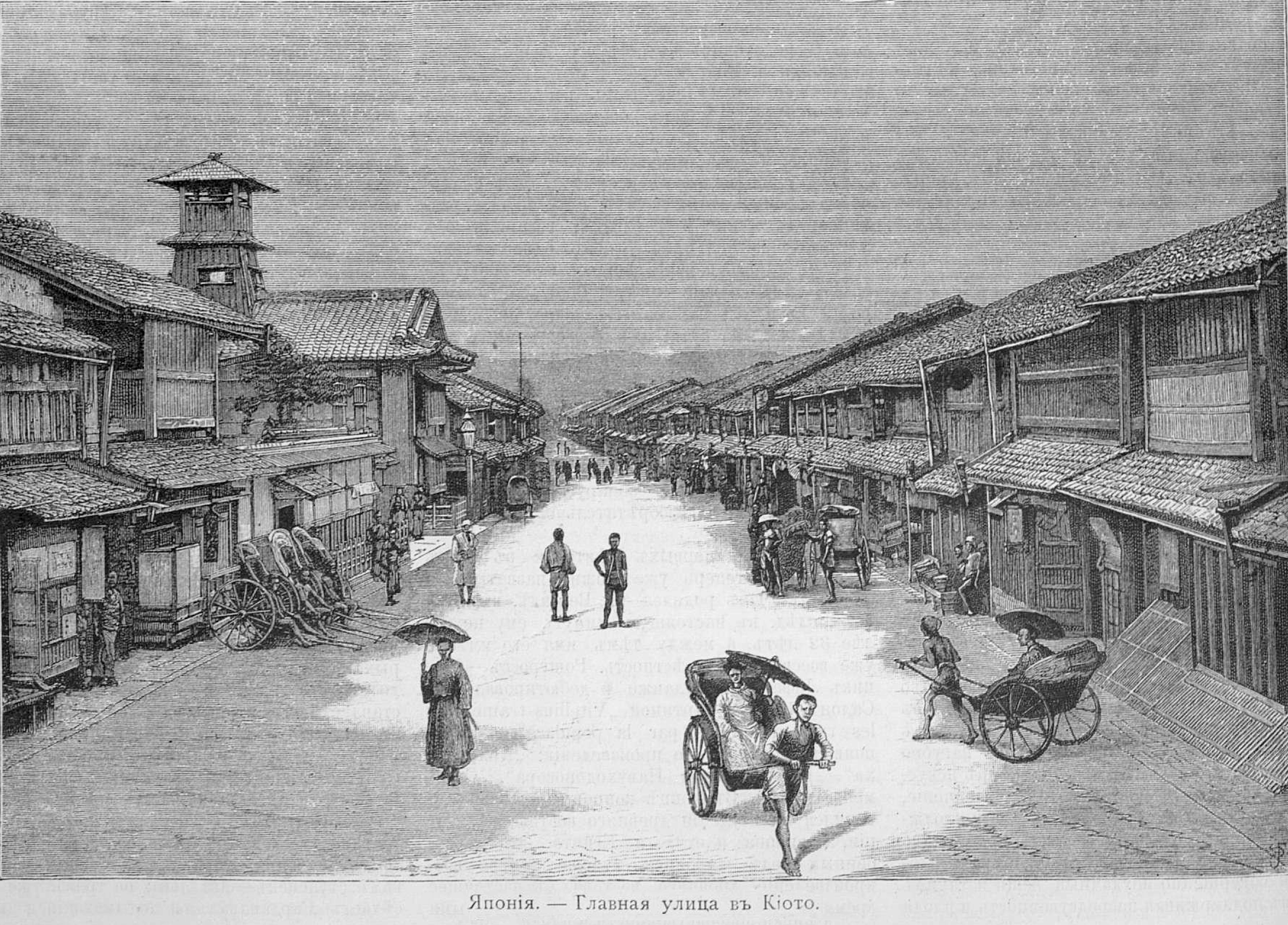
Rua principal de Kyoto, em 1891

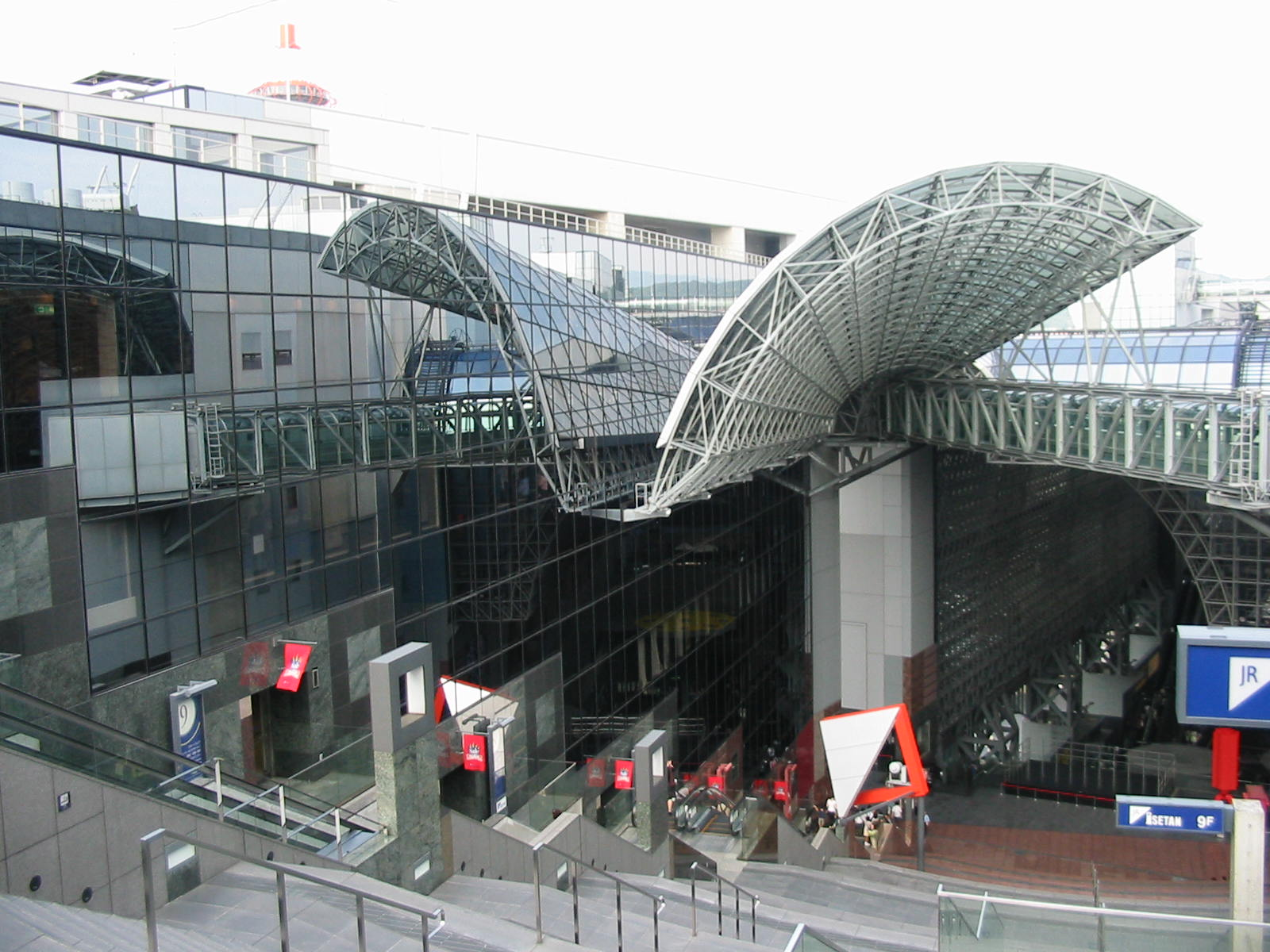
A Estação de Kyoto

A Rebelião Hamaguri em 1864 queimou 28 000 casas da cidade mostrando a insatisfação dos rebeldes com o Xogunato Tokugawa. A subsequente mudança do Imperador para Tóquio em 1869 enfraqueceu a economia. A moderna cidade de Quioto foi formada em 1 de abril de 1889. A construção do Canal do Lago Biwa em 1890 foi uma das medidas de revitalização da cidade. A população de Quioto ultrapassava um milhão em 1932.
Os Estados Unidos considerou lançar a bomba atómica em Quioto no final da Segunda Guerra Mundial por duas razões: era o centro intelectual do Japão e tinha uma população grande o suficiente para persuadir o imperador a render-se. No final, a insistência de Henry L. Stimson, Secretário de Guerra nas administrações Roosevelt e Truman, fez com que a cidade fosse removida dos alvos e substituída por Nagasaki. A cidade foi amplamente atingida por bombardeios, embora as invasões aéreas em pequenas escalas tenha resultado em baixas.
Como resultado, a Cidade Imperial de Kyoto é uma das poucas cidades japonesas que ainda possuem abundância de construções pré-guerra, tais como casas tradicionais antigas conhecidas como machiya. Entretanto, a modernização está constantemente tomando conta da cidade, ocultando a arquitetura tradicional em favor da moderna, como o controverso complexo da Estação de Kyoto.
Kyoto tornou-se uma cidade designada por decreto governamental em 1 de setembro de 1956. Em 1997, a cidade recebeu a conferência que resultou no protocolo contra a emissão dos gases causadores do efeito estufa.

## Geografia

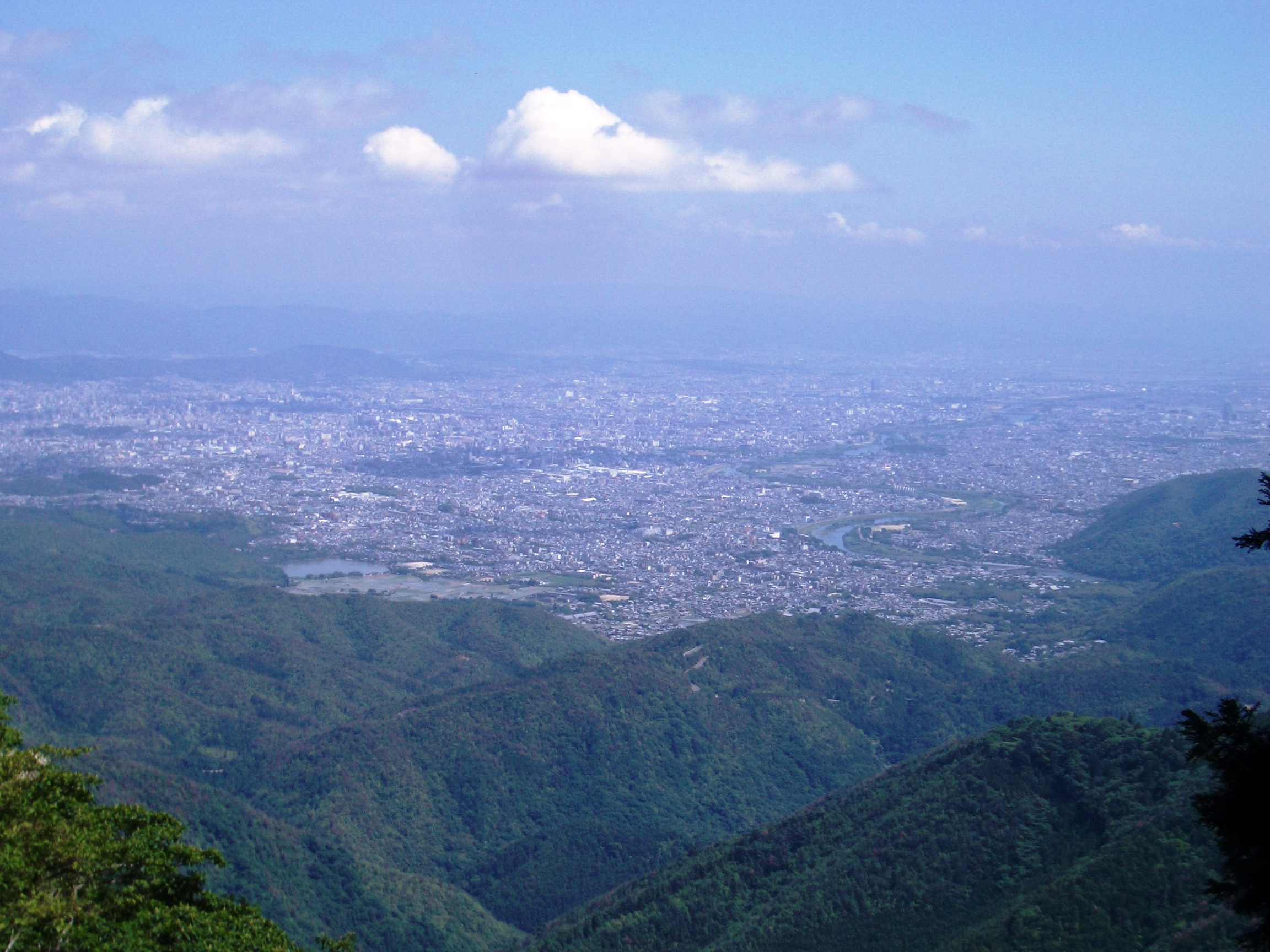
Kyoto vista do Monte Atago no lado nordeste da cidade

Kyoto está localizada em um vale, parte da Bacia de Yamashiro (ou Kyoto), na parte leste da região montanhosa conhecida como Planalto de Tamba. A Bacia de Yamashiro está cercada em três lados por montanhas conhecidas como Higashiyama, Kitayama e Nishiyama, com uma altura de cerca de 1 000 metros acima do nível do mar. Este posicionamento interior resulta em verões quentes e invernos frios. Há três rios na bacia, o Ujigawa ao sul, o Katsuragawa ao oeste, e o Kamogawa ao leste. A Cidade de Kyoto ocupa 17,9% do território da prefeitura com uma área de 827,9 km2.
A cidade original foi organizada de acordo com o tradicional costume Chinês feng shui seguindo o modelo da antiga capital chinesa de Chang'an. A frente do Palácio Imperial apontava para o sul, resultando no Ukyō (o lado direito da capital) sendo o oeste, e Sakyō (o setor esquerdo) no leste. As ruas nos modernos distritos de Nakagyō, Shimogyō, e Kamigyō-ku ainda seguem a planta ortogonal.
Atualmente, o principal distrito de negócios está localizado ao sul do antigo Palácio Imperial, com a menos populosa área norte tendo uma aspecto mais verde. As áreas ao redor não seguem o mesma planta ortogonal como as do centro da cidade, apesar das ruas de Quioto compartilharem a distinção de possuírem nomes.
Kyoto quase depende do Lago Biwa para o seu abastecimento de água. Ela se abastece através do canal do Lago Biwa e parcialmente através do Rio Uji.

## Demografia

Região Metropolitana de Quioto.

Historicamente, a cidade foi a mais populosa do Japão por mais de 1600 anos, sendo ultrapassada primeiro por Edo, logo depois por Osaka. No período pré-guerras, se revezava com Kobe e Nagoya na posição de terceira maior cidade do país. Em 1947, retornou a terceira posição. Treze anos mais tarde, se posicionou novamente como quinta. No último censo japonês de 2015, Quioto se posicionou apenas como a nona maior cidade do Japão com aproximadamente 1,5 milhão de habitantes.

## Clima
Quioto tem um clima subtropical úmido (Köppen Cfa), com uma variação sazonal marcada por temperatura e precipitação. os verões são quentes e úmidos, mas os invernos são relativamente frios com ocasional queda de neve. A temporada de chuvas de Quioto começa em meados de junho e vai até o final de julho, mudando para quente e ensolarado na segunda metade do verão. Quioto, junto com a maior parte das áreas centrais e da costa do Pacífico é propensa a tufões durante setembro e outubro.
| Dados climáticos para Quioto, Prefeitura de Quioto                         | Dados climáticos para Quioto, Prefeitura de Quioto | Dados climáticos para Quioto, Prefeitura de Quioto | Dados climáticos para Quioto, Prefeitura de Quioto | Dados climáticos para Quioto, Prefeitura de Quioto | Dados climáticos para Quioto, Prefeitura de Quioto | Dados climáticos para Quioto, Prefeitura de Quioto | Dados climáticos para Quioto, Prefeitura de Quioto | Dados climáticos para Quioto, Prefeitura de Quioto | Dados climáticos para Quioto, Prefeitura de Quioto | Dados climáticos para Quioto, Prefeitura de Quioto | Dados climáticos para Quioto, Prefeitura de Quioto | Dados climáticos para Quioto, Prefeitura de Quioto | Dados climáticos para Quioto, Prefeitura de Quioto |
| Mês                                                                        | Jan                                                | Fev                                                | Mar                                                | Abr                                                | Mai                                                | Jun                                                | Jul                                                | Ago                                                | Set                                                | Out                                                | Nov                                                | Dez                                                | Ano                                                |
| -------------------------------------------------------------------------- | -------------------------------------------------- | -------------------------------------------------- | -------------------------------------------------- | -------------------------------------------------- | -------------------------------------------------- | -------------------------------------------------- | -------------------------------------------------- | -------------------------------------------------- | -------------------------------------------------- | -------------------------------------------------- | -------------------------------------------------- | -------------------------------------------------- | -------------------------------------------------- |
| Recorde alta °C (°F)                                                       | 19.9 (67.8)                                        | 22.9 (73.2)                                        | 25.7 (78.3)                                        | 30.7 (87.3)                                        | 33.8 (92.8)                                        | 36.8 (98.2)                                        | 38.2 (100.8)                                       | 39.8 (103.6)                                       | 38.1 (100.6)                                       | 32.2 (90)                                          | 26.9 (80.4)                                        | 22.8 (73)                                          | 39.8 (103.6)                                       |
| Média alta °C (°F)                                                         | 8.9 (48)                                           | 9.7 (49.5)                                         | 13.4 (56.1)                                        | 19.9 (67.8)                                        | 24.6 (76.3)                                        | 27.8 (82)                                          | 31.5 (88.7)                                        | 33.3 (91.9)                                        | 28.8 (83.8)                                        | 22.9 (73.2)                                        | 17.0 (62.6)                                        | 11.6 (52.9)                                        | 20.8 (69.4)                                        |
| Média diária °C (°F)                                                       | 4.6 (40.3)                                         | 5.1 (41.2)                                         | 8.4 (47.1)                                         | 14.2 (57.6)                                        | 19.0 (66.2)                                        | 23.0 (73.4)                                        | 26.8 (80.2)                                        | 28.2 (82.8)                                        | 24.1 (75.4)                                        | 17.8 (64)                                          | 12.1 (53.8)                                        | 7.0 (44.6)                                         | 15.9 (60.6)                                        |
| Média baixa °C (°F)                                                        | 1.2 (34.2)                                         | 1.4 (34.5)                                         | 4.0 (39.2)                                         | 9.0 (48.2)                                         | 14.0 (57.2)                                        | 18.8 (65.8)                                        | 23.2 (73.8)                                        | 24.3 (75.7)                                        | 20.3 (68.5)                                        | 13.6 (56.5)                                        | 7.8 (46)                                           | 3.2 (37.8)                                         | 11.7 (53.1)                                        |
| Recorde baixa °C (°F)                                                      | −11.9 (10.6)                                       | −11.6 (11.1)                                       | −8.2 (17.2)                                        | −4.4 (24.1)                                        | −0.3 (31.5)                                        | 4.9 (40.8)                                         | 10.6 (51.1)                                        | 12.8 (55)                                          | 7.1 (44.8)                                         | 0.2 (32.4)                                         | −4.4 (24.1)                                        | −9.4 (15.1)                                        | −11.9 (10.6)                                       |
| Média precipitação mm (pol.)                                               | 50.3 (1.98)                                        | 68.3 (2.689)                                       | 113.3 (4.461)                                      | 115.7 (4.555)                                      | 160.8 (6.331)                                      | 214.0 (8.425)                                      | 220.4 (8.677)                                      | 132.1 (5.201)                                      | 176.2 (6.937)                                      | 120.9 (4.76)                                       | 71.3 (2.807)                                       | 48.0 (1.89)                                        | 1 491,3 (58,713)                                   |
| Queda de neve média cm (pol.)                                              | 5 (2)                                              | 8 (3.1)                                            | 2 (0.8)                                            | 0 (0)                                              | 0 (0)                                              | 0 (0)                                              | 0 (0)                                              | 0 (0)                                              | 0 (0)                                              | 0 (0)                                              | 0 (0)                                              | 3 (1.2)                                            | 18 (7.1)                                           |
| Média de dias de precipitação (≥ 0.5 mm)                                   | 7.8                                                | 9.2                                                | 11.9                                               | 10.6                                               | 11.4                                               | 12.9                                               | 12.9                                               | 8.7                                                | 11.0                                               | 8.8                                                | 7.6                                                | 8.1                                                | 120.9                                              |
| Média de dias ensolarados                                                  | 3.1                                                | 3.9                                                | 1.0                                                | 0.0                                                | 0.0                                                | 0.0                                                | 0.0                                                | 0.0                                                | 0.0                                                | 0.0                                                | 0.0                                                | 1.2                                                | 9.2                                                |
| Média umidade relativa (%)                                                 | 66                                                 | 66                                                 | 62                                                 | 59                                                 | 62                                                 | 67                                                 | 70                                                 | 66                                                 | 68                                                 | 68                                                 | 68                                                 | 68                                                 | 65.8                                               |
| Média mensal horas de sol                                                  | 123.2                                              | 117.4                                              | 146.8                                              | 175.4                                              | 180.9                                              | 138.3                                              | 142.3                                              | 182.7                                              | 136.8                                              | 157.4                                              | 138.1                                              | 135.8                                              | 1 775,1                                            |
| Source #1: 平年値（年・月ごとの値）                                        |                                                    |                                                    |                                                    |                                                    |                                                    |                                                    |                                                    |                                                    |                                                    |                                                    |                                                    |                                                    |                                                    |
| Source #2: (temperaturas recordes) 観測史上1～10位の値（年間を通じての値） |                                                    |                                                    |                                                    |                                                    |                                                    |                                                    |                                                    |                                                    |                                                    |                                                    |                                                    |                                                    |                                                    |

## Política e governo
O prefeito de Quioto é Koji Matsui, candidato independente eleito em 2024, apoiado pelo Partido Democrático Constitucional do Japão, Partido Liberal Democrata, Novo Komeito, Seu Partido Democrático para o Povo. A assembleia legislativa da cidade possui 69 membros eleitos.
| Partido político           | Número de assentos |
| -------------------------- | ------------------ |
| Partido Liberal Democrata  | 22                 |
| Partido Comunista Japonês  | 14                 |
| Partido Democrata do Japão | 13                 |
| Novo Komeito               | 12                 |
| Partido de Quioto          | 4                  |
| Independente               | 2                  |
| Vagos                      | 2                  |

### Distritos
Quioto possui onze bairros (em japonês: 区; romaniz.: ku).
|    | Rōmaji                           | Japonês |
| -- | -------------------------------- | ------- |
| 1  | Fushimi-ku                       | 伏見区  |
| 2  | Higashiyama-ku                   | 東山区  |
| 3  | Kamigyō-ku                       | 上京区  |
| 4  | Kita-ku                          | 北区    |
| 5  | Minami-ku                        | 南区    |
| 6  | Nakagyō-ku centro administrativo | 中京区  |
| 7  | Nishikyō-ku                      | 西京区  |
| 8  | Sakyō-ku                         | 左京区  |
| 9  | Shimogyō-ku                      | 下京区  |
| 10 | Ukyō-ku                          | 右京区  |
| 11 | Yamashina-ku                     | 山科区  |

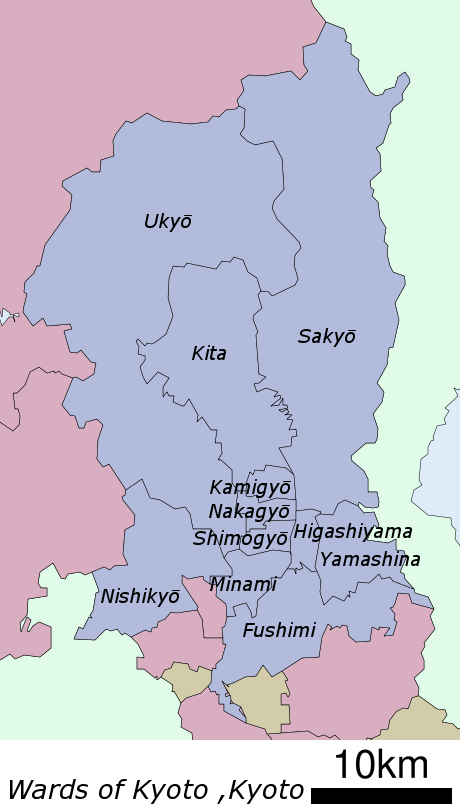
Bairros de Quioto

Juntos, eles fazem a cidade de Quioto. Como outras cidades do Japão, Quioto possui um único prefeito e uma câmara municipal.

## Cultura

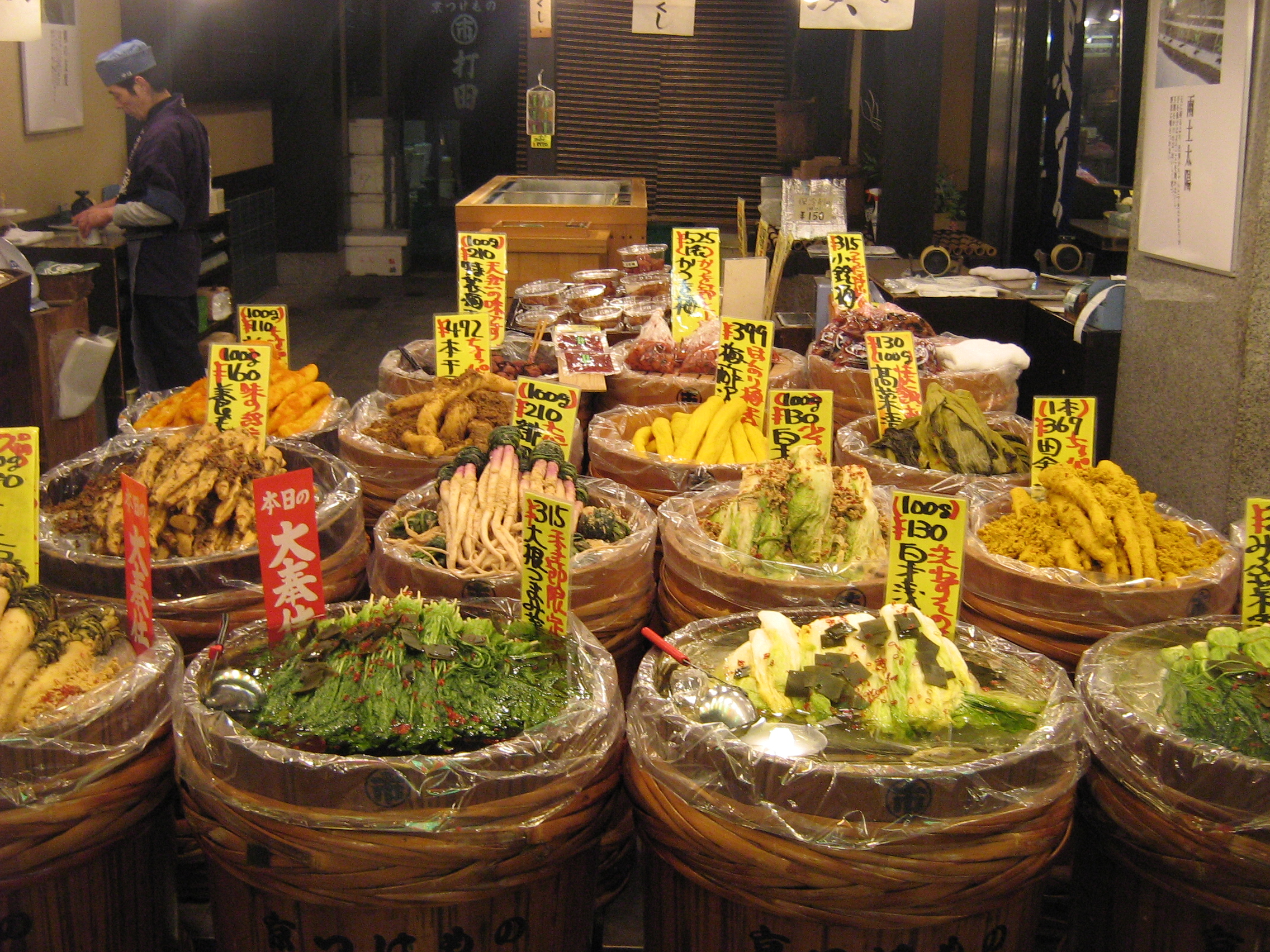
Uma loja de tsukemono na Rua Nishiki

Apesar de ter sido devastada por guerras, incêndios e terremotos durante seus onze séculos como capital imperial, Kyoto foi poupada da maior parte da destruição da Segunda Guerra Mundial. Foi removida da lista de alvos da bomba atômica por intervenção pessoal do Secretário de Guerra Henry L. Stimson, já que Stimson queria salvar este centro cultural que conhecera em sua lua de mel e em visitas diplomáticas.

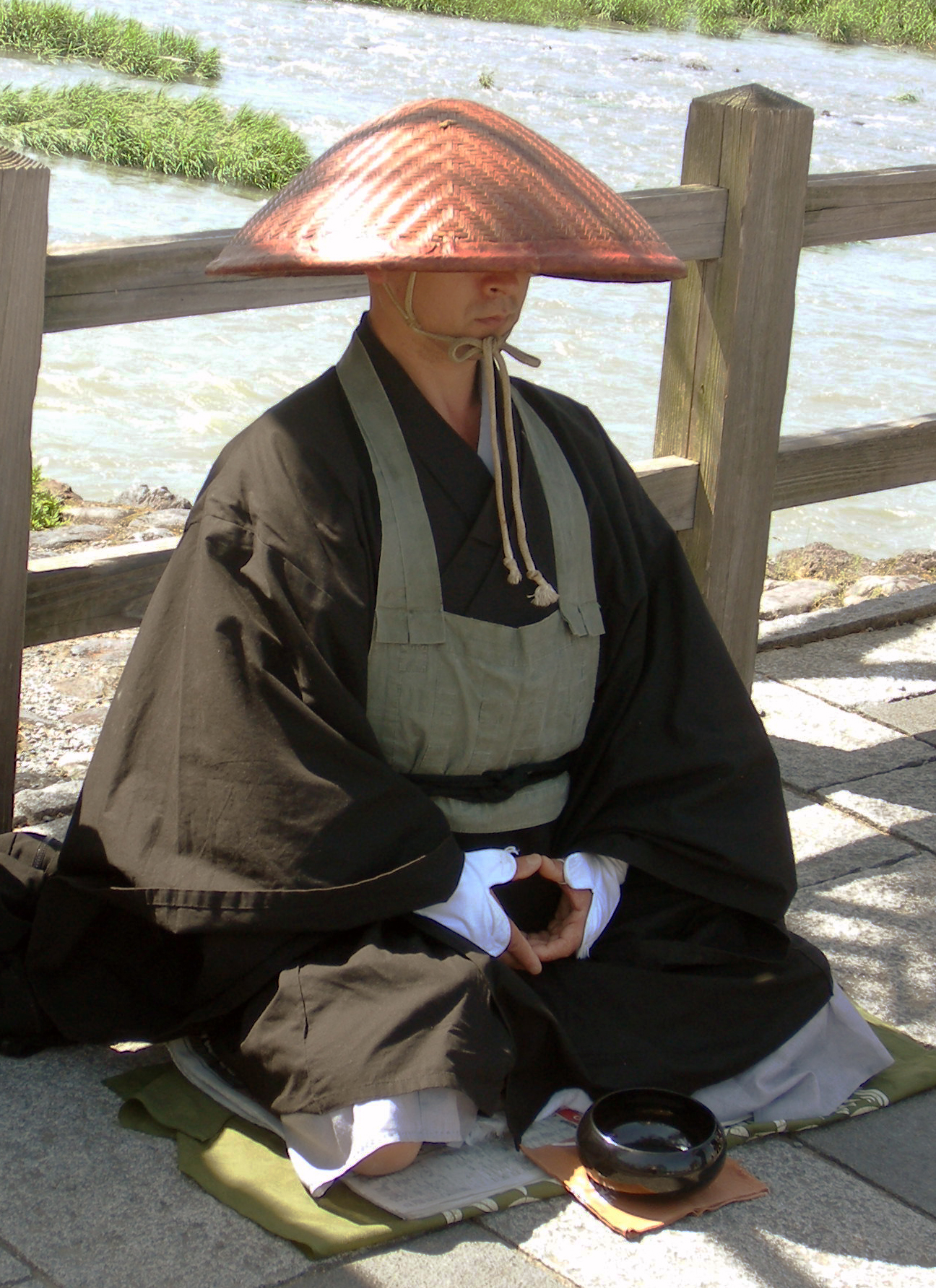
Um monge perto do Rio Katsura em Arashiyama

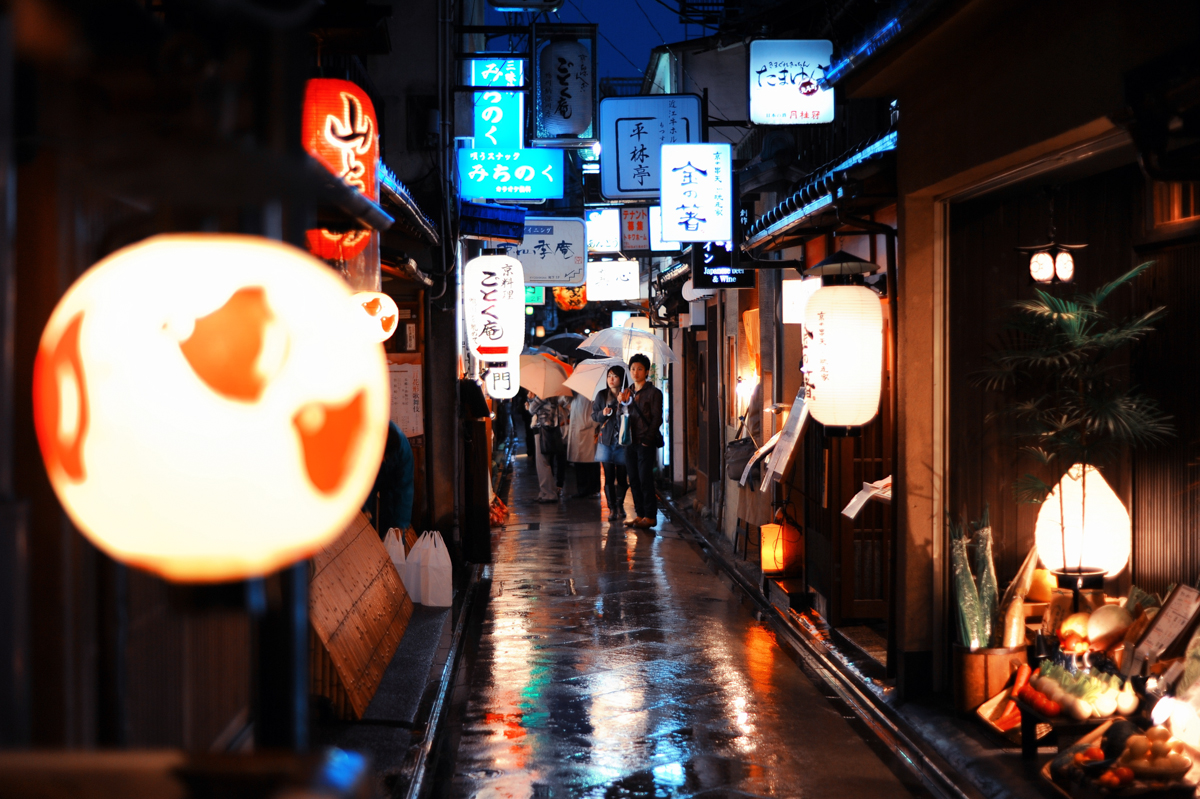
Rua Ponto-chō

Com mais de 2 000 lugares religiosos – 1 600 templos budistas e 400 templos xintoístas, bem como palácios, jardins e uma arquitetura intacta – é uma das mais bem preservadas cidades do Japão. Entre os templos mais famosos do país estão o Kiyomizu-dera, um magnífico templo de madeira suportado por pilares na encosta de uma montanha; Kinkaku-ji, o Templo do Pavilhão Dourado; Ginkaku-ji, o Templo do Pavilhão Prateado; e o Ryōan-ji, famoso por seu jardim de pedra. O Heian Jingū é um templo xintoísta, construído em 1895, celebrando a Família Imperial e comemorando o primeiro e o último imperadores a residirem em Kyoto. Três locais especiais possuem conexões com a família imperial: a área Gyoen inclui o Palácio Imperial de Quioto e o Palácio Imperial Sentō, residências dos Imperadores do Japão por vários séculos; a Vila Imperial de Katsura, um dos melhores tesouros da arquitetura do país; e a Vila Imperial de Shugaku-in, um dos melhores jardins japoneses. Há também o templo de Sennyu-ji que abriga as tumbas dos imperadores de Shijō até Kōmei.
Outros lugares de Kyoto incluem o Arashiyama, o Gion e a área das gueixas Ponto-chō, o Passeio do Filósofo, e os canais que ligam algumas das antigas ruas.
Os "Monumentos Históricos da Antiga Quioto" estão listados pela UNESCO como Patrimônios Mundiais. Estes incluem os Santuários Kamo (Kami e Shimo), o Kyō-ō-Gokokuji (Tō-ji), o Kiyomizu-dera, o Daigo-ji, o Ninna-ji, o Saihō-ji (Kokedera), o Tenryū-ji, o Rokuon-ji (Kinkaku-ji), o Jishō-ji (Ginkaku-ji), o Ryōan-ji, o Hongan-ji, o Kōzan-ji e o Castelo de Nijō, originalmente construído pelo Xogunato Tokugawa. Outros locais fora da cidade também estão na lista.
Kyoto é renomada por sua culinária. As circunstâncias especiais de Kyoto como uma cidade longe do mar e lar de muitos templos Budistas resultou no desenvolvimento de uma variedades de vegetais peculiares na região (em japonês: 京野菜; romaniz.: kyō-yasai).
A indústria cinematográfica e televisiva do Japão possui seu centro em Kyoto. Muitos jidaigeki, filmes de ação samurai, foram filmados na Toei Uzumasa Eigamura. Há um set de filmagens e um parque temático, Eigamura possui réplicas de construções tradicionais japonesas, que são usados para jidaigekis. No set há uma réplica da antiga Nihonbashi (a ponte na entrada de Edo), um tribunal tradicional, uma cabine de polícia do Período Meiji e parte do antigo distrito da luz vermelha de Yoshiwara. As filmagens ocorrem ocasionalmente e visitantes são bem-vindos para observar as gravações.
O dialeto falado em Kyoto é conhecido como Kyō-kotoba ou Kyōto-ben, um dialeto derivado do Dialeto de Kansai. Quando Quioto era a capital do Japão, o dialeto de Quioto era de facto o japonês padrão e influenciou o desenvolvimento do dialeto de Tóquio, o moderno japonês padrão. Entre as peculiaridades do dialeto de Quioto estão o verbo de ligação polido dosu, um verbo honorífico de encerramento -haru, e a frase okoshi-yasu ("bem-vindo").

## Economia
| Ano  | US$    |
| ---- | ------ |
| 1975 | 5 324  |
| 1980 | 9 523  |
| 1985 | 13 870 |
| 1990 | 19 438 |
| 1995 | 22 738 |
| 2000 | 26 978 |
| 2005 | 32 189 |
| 2010 | 36 306 |
| 2014 | 40 794 |

O carro-chefe da indústria de Quioto é a tecnologia de informação e eletrônicos: a cidade é lar da sede da Nintendo, Intelligent Systems, SCREEN Holdings, TOSE, Hatena, Omron, Kyocera, Shimadzu Corp, da Rohm, da Horiba, Nidec Corporation, da Nichicon, Nissin Electric, e GS Yuasa.
O turismo também tem uma grande participação na economia de Quioto. As heranças culturais da cidade são constantemente visitadas por grupos escolares de todo o Japão, a muitos turistas estrangeiros também param em Quioto. Em 2014, o governo da cidade anunciou que um número recorde de turistas haviam visitado Quioto, e que ela foi escolhida como a melhor cidade do mundo pelas revistas de viagens do EUA.
Os trabalhos manuais tradicionais também estão entre as principais indústrias da Quioto, a grande maioria são pequenos artesãos. As tecelãs de quimono da cidade são particularmente renomadas, e a cidade permanece como centro de fabricação de quimonos. Tal negócio, vibrante em séculos passados, teve declínio nos últimos anos.
A fabricação de saquê é uma indústria tradicional de Quioto. A Gekkeikan e a Takara Holdings são as maiores fabricantes de saquê sediadas na cidade. Outras notáveis sedes de negócios em Quioto incluem a Aiful, a Ishida, a MK, a Nissen Holdings, a Oh-sho, a Sagawa Express, a Volks e a Wacoal.
A concentração da população na área da capital é de 55%, a maior entre todas as prefeituras. A diferença economia entre a área costeira e a área do interior incluindo a Bacia de Quioto é significante. Abrangendo ¥ 10,12 trilhões, a Grande Quioto possuía a quarta maior economia do país em 2010.

## Faculdades e universidades

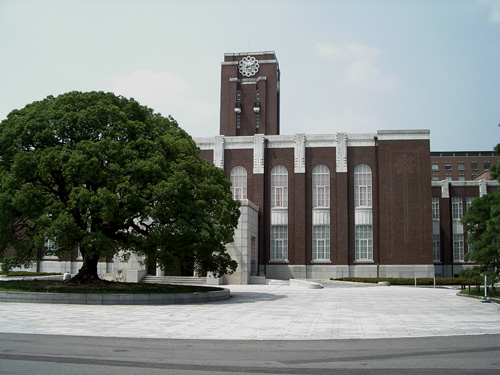
Universidade de Quioto

Lar de 40 instituições de ensino superior, Quioto é um dos centros académicos do Japão. A Universidade de Quioto é considerada uma das melhores universidades do país. De acordo com o ranking da Times Higher Education, a Universidade de Quioto é a segunda melhor universidade do Japão, só atrás da Universidade de Tóquio, e a 25ª do mundo em 2010. O Instituto de Tecnologia de Quioto também está entre as universidades mais famosas do Japão e é considerado uma das melhores universidades de arquitetura e design do Japão. Universidades privadas famosas, como a Universidade Dōshisha e a Universidade Ritsumeikan também estão localizadas na cidade.
Quioto também possui uma rede única de educação superior chamada Consórcio das Universidades em Quioto que consiste em 3 nacionais, 3 públicas (prefeituras e municipais), e 45 universidades privadas, bem como a cidade e cinco outras organizações. A combinação não afeta o diploma, mas oferece cursos como parte de um diploma das universidades participantes.
Além das universidades e faculdades Japonesas, universidades Norte-americanas selecionadas também funcionam na cidade para educação e pesquisa. O Consórcio de Quioto para Estudos Japoneses (CKEJ) é uma combinação de 14 universidades Norte-americanas que patrocinam um programa de dois semestres acadêmicos para graduandos que desejam fazer um trabalho avançado em língua e cultura Japonesa. A Universidade de Stanford também opera seu centro de estudos Japoneses em Quioto.

## Transportes

### Aeroporto
Apesar de Quioto não ter seu próprio aeroporto, os viajantes podem chegar a cidade via Aeroporto Internacional de Kansai e Aeroporto Internacional de Osaka na Prefeitura de Osaka. O Haruka Express operado pela JR West leva passageiros do Aeroporto de Kansai para a Estação de Quioto em 73 minutos.
Os autocarros do Aeroporto de Osaka conectam o aeroporto e o portão Hachijo da Estação de Quioto em 50 minutos e custa ¥‎ 1 310 (em 2017) para uma passagem só de ida. Alguns ônibus vão além, fazem paradas nos principais hotéis e terminais na área central.

### Autocarros

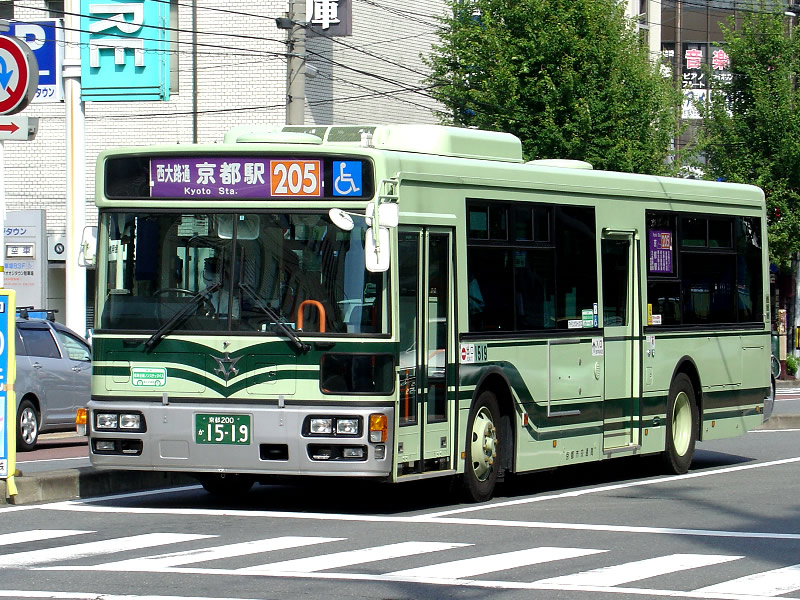
Um típico autocarro Municipal de Kyoto

A rede municipal de autocarros de Kyoto é extensa. Transportadoras privadas também operam na cidade. Muitos turistas juntam-se aos passageiros no autocarros públicos, ou apanham autocarros especiais para turismo. Os autocarros de Quioto possuem anúncios em Inglês e sinais eletrônicos com as paradas escritas em alfabeto latino.
A maioria dos autocarros da cidade possui uma tarifa fixa. Um passe de um dia e uma passagem combinada ilimitada de trem e passes de autocarros também estão disponíveis. Esses passes são úteis para visitar diferentes pontos de interesse em Quioto. O centro de informação de autocarros fora da estação central vende bilhetes e passes. A companhia de transporte municipal publica um folheto chamado "Bus Navi". Ele contém um mapa com a rota para a maioria dos pontos turísticos e informações sobre as tarifas. O folheto também está disponível no centro de informações em frente à estação central.
Os autocarros que operam em rotas dentro da cidade, região, e país param na Estação de Kyoto. Além da Estação, transferências de autocarros também estão disponíveis nas interseções da Shijō com a Kawaramachi e da Sanjō com a Keihan. A interseção da Karasuma com a Kitaōji ao norte do centro da cidade possui um grande terminal de autocarros que serve passageiros que apanham a Linha Karasuma indo em direção a Rua Karasuma, a principal rua norte-sul da cidade.

### Ciclismo
O ciclismo é uma forma de transporte muito importante na cidade. A geografia e a escala de Quioto tornam a navegação de bicicletas mais fácil. Há cinco estações de aluguer de bicicletas e 21 EcoEstações na área central da cidade. Por conta do grande número de ciclistas, vagas em estacionamentos de bicicletas podem ser difíceis de achar. Bicicletas estacionadas fora das áreas permitidas são confiscadas.

### Rodovias
A cidade é conectada com outras partes do Japão pela Via-expressa Meishin, que encontra com a Kyoto Higashi (no Leste de Kyoto) em Yamashina-ku e com a Kyoto Minami (no Sul de Kyoto) em Fushimi-ku. A Via-expressa Kyoto-Jukan conecta a cidade as regiões ao norte da Prefeitura de Kyoto. A Rodovia Daini Keihan (completa em 2010) é o novo desvio para Osaka.
Há nove rodovias nacionais na cidade de Kyoto: Rota 1, Rota 8, Rota 9, Rota 24, Rota 162, Rota 171, Rota 367, Rota 477 e a Rota 478.

### Ferrovias

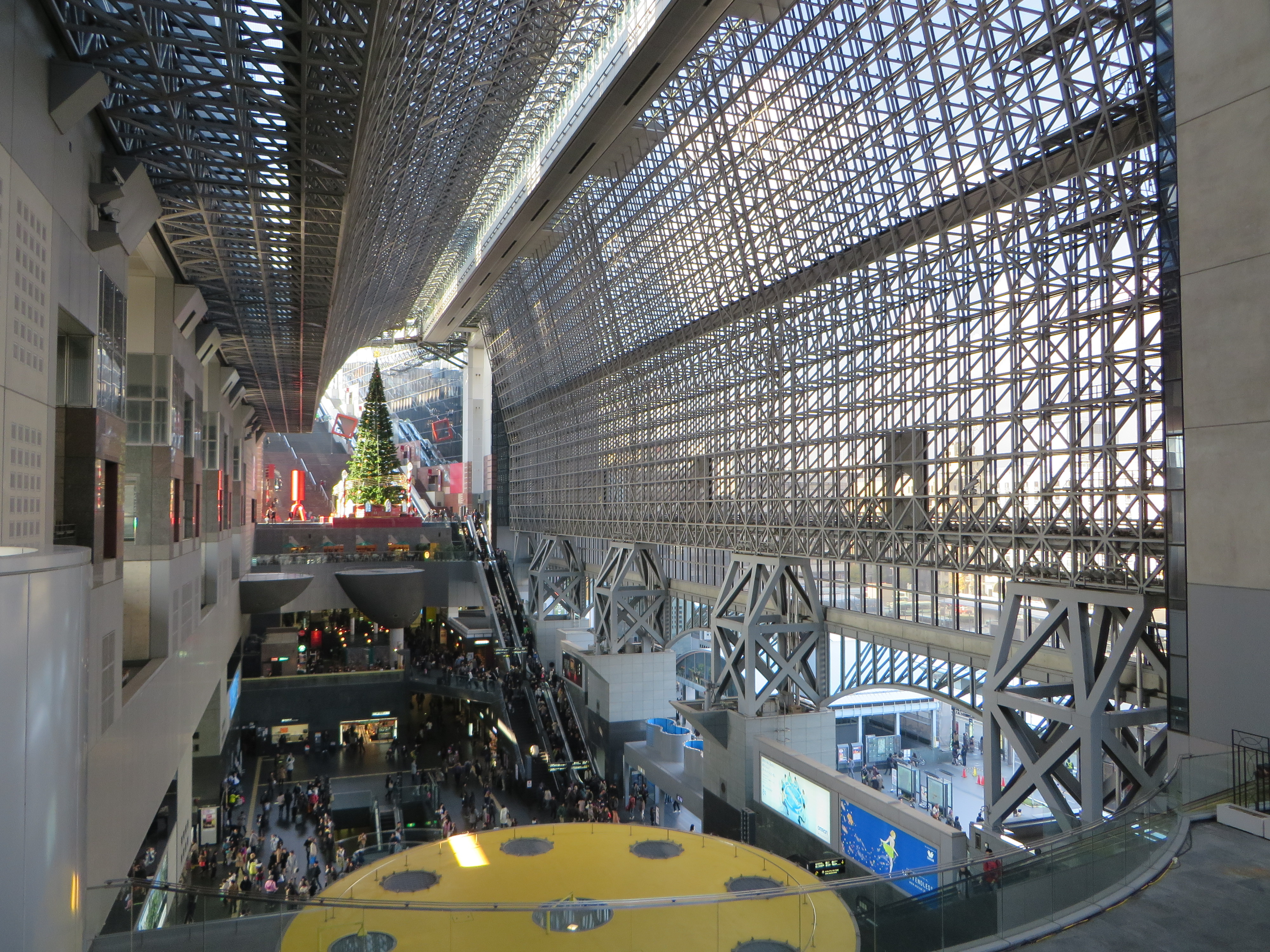
Vista interior da Estação de Kyoto

Como outras grandes cidades do Japão, Quioto é bem servida por transportes ferroviários de várias companhias e organizações. O principal terminal da cidade, a Estação de Quioto, é uma das mais populares estações do país, ela conecta a linha de trem-bala Tokaido Shinkansen com cinco linhas da JR West, uma linha Kintetsu e uma linha municipal de metro.
A Keihan, a Hankyu, e outras ferrovias também oferecem serviços frequentes dentro da cidade e em outras cidades e subúrbios na região de Kansai.

#### Metro
O Metrô Municipal de Kyoto é operado pelo Departamento Municipal de Transportes de Kyoto e consiste em duas linhas: a Linha Karasuma e a Linha Tōzai.

#### Linha Karasuma

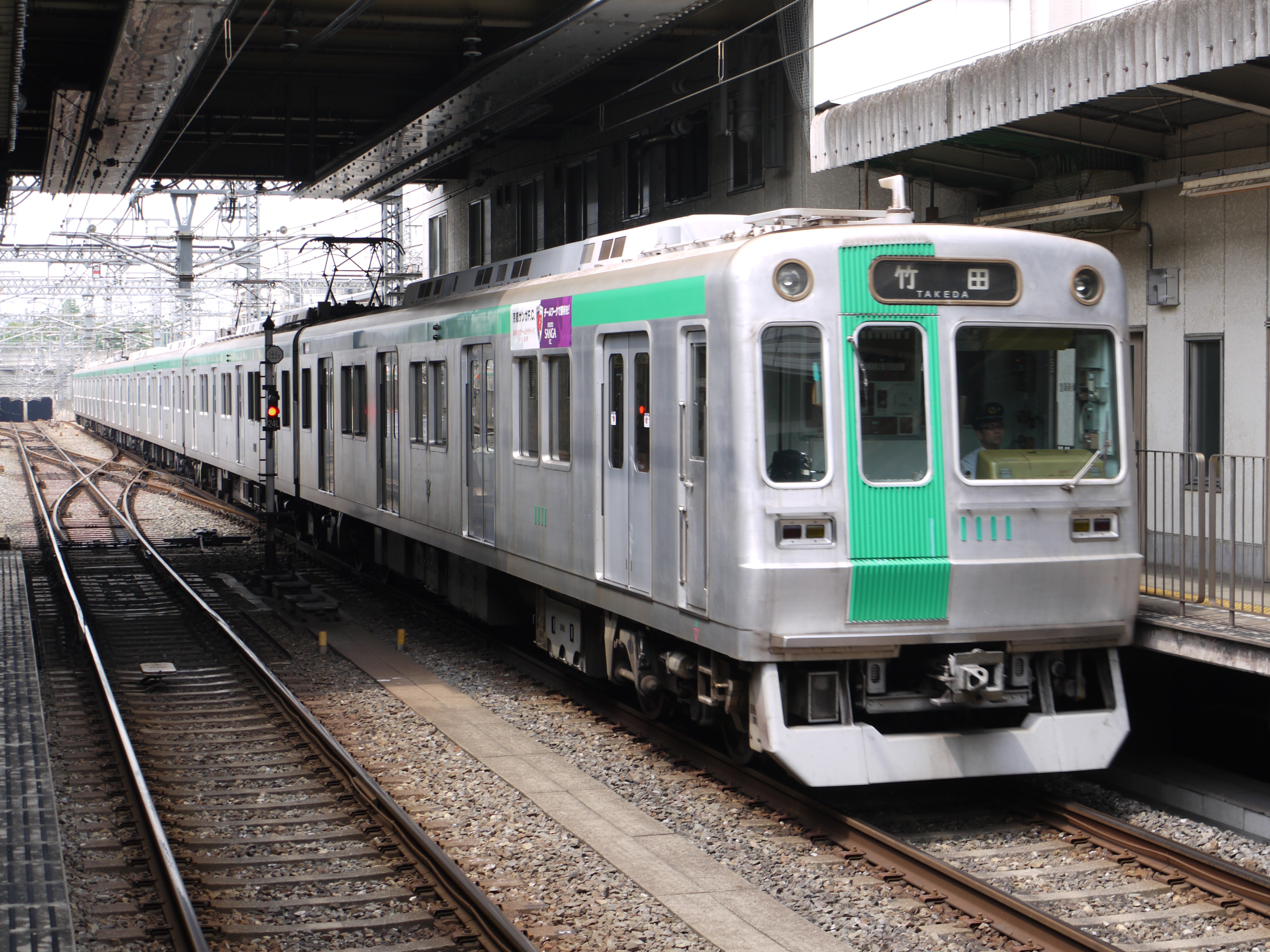
Um serviço expresso na Estação de Kokusaikaikan da Linha Karasuma passando pela Linha Kintetsu Kyoto

A Linha Karasuma possui as seguintes estações, do norte ao sul: Kokusaikaikan (terminal) e Matsugasaki em Sakyō-ku; Kitayama e Kitaōji em Kita-ku; Kuramaguchi e Imadegawa em Kamigyō-ku; Marutamachi e Karasuma Oike em Nakagyō-ku; Shijō, Gojō e Kyōto em Shimogyō-ku; Kujō e Jūjō em Minami-ku; e Kuinabashi e Takeda (terminal) em Fushimi-ku.
Entre Kitaōji e Jūjō, os trens passam abaixo da Rua Karasuma norte-sul (烏丸通 Karasuma-dori), por isso o nome. Elas se ligam a outra linha de metrô, a Linha Tōzai, em Karasuma Oike. Elas também se conectam as linhas da JR na Estação de Kyoto e na Linha Hankyu Kyoto cruzando a cidade por baixo da Rua Shijō na interseção de Shijō Karasuma, distrito financeiro de Kyoto. Em Shijō Karasuma, a estação de metrô é chamada de Shijō, enquanto que a estação de Hankyu é chamada de Karasuma.
O Departamento de Transportes e a Kintetsu operam em conjunto através de serviços, que continuam da Linha Kintetsu Kyoto até a Estação de Kintetsu Nara em Nara. A Linha Karasuma e a Linha Kintetsu Kyoto se conectam em Kyoto e em Takeda.

#### Linha Tozai

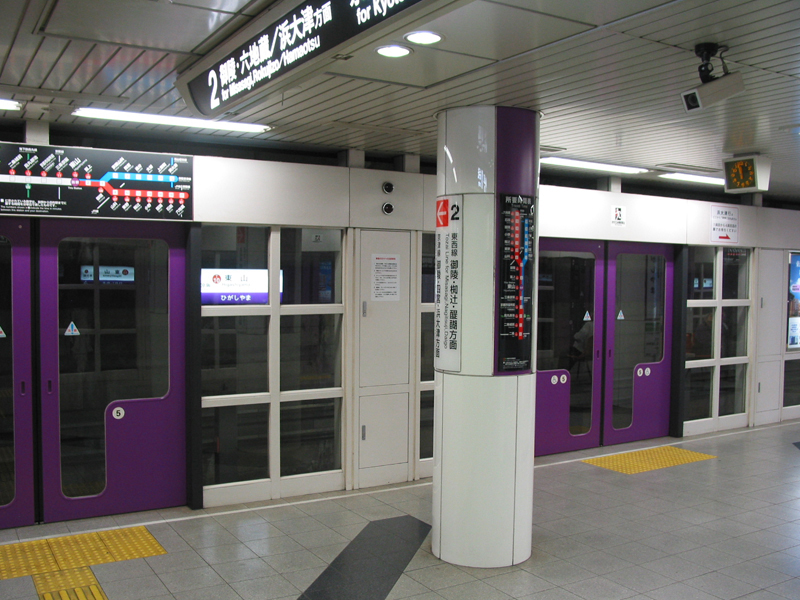
Portas de plataforma na Estação de Higashiyama da Linha Tozai

A Linha Tozai é indicada pela cor vermelha, e suas estações são representadas por números seguidos da letra "T". Esta linha percorre a área sudeste da cidade, depois de leste a oeste através do centro de Kyoto onde os trens passam por baixo de três ruas leste-oeste: Rua Sanjō (三条通 Sanjō-dori), Rua Oike (御池通 Oike-dori) e Rua Oshikōji (押小路通 Oshikōji-dori).
A linha possui as seguintes estações. de leste a oeste: Rokujizō (terminal) em Uji; Ishida e Daigo em Fushimi-ku; Ono, Nagitsuji, Higashino, Yamashina e Misasagi em Yamashina-ku; Keage, Higashiyama e Sanjō Keihan em Higashiyama-ku; Kyoto Shiyakusho-mae, Karasuma Oike, Nijōjō-mae, Nijō e Nishiōji Oike em Nakagyō-ku; e Uzumasa Tenjingawa (terminal) em Ukyō-ku.
A Linha Keihan Keishin foi integrada a esta linha, e portanto a Keihan fornece serviços a partir de Hamaōtsu na cidade vizinha de Ōtsu, a capital da Prefeitura de Shiga.
A Linha Tōzai se conecta as linhas Keihan em Rokujizō, Yamashina, Misasagi e Sanjō Keihan, as linhas da JR em Nijō, Yamashina e Rokujizō, a Estrada de Ferro Elétrica de Keifuku em Uzumasa Tenjingawa. Todas as estações exceto a Rokujizō são localizadas em Kyoto.

### Ferrovias de alta-velocidade

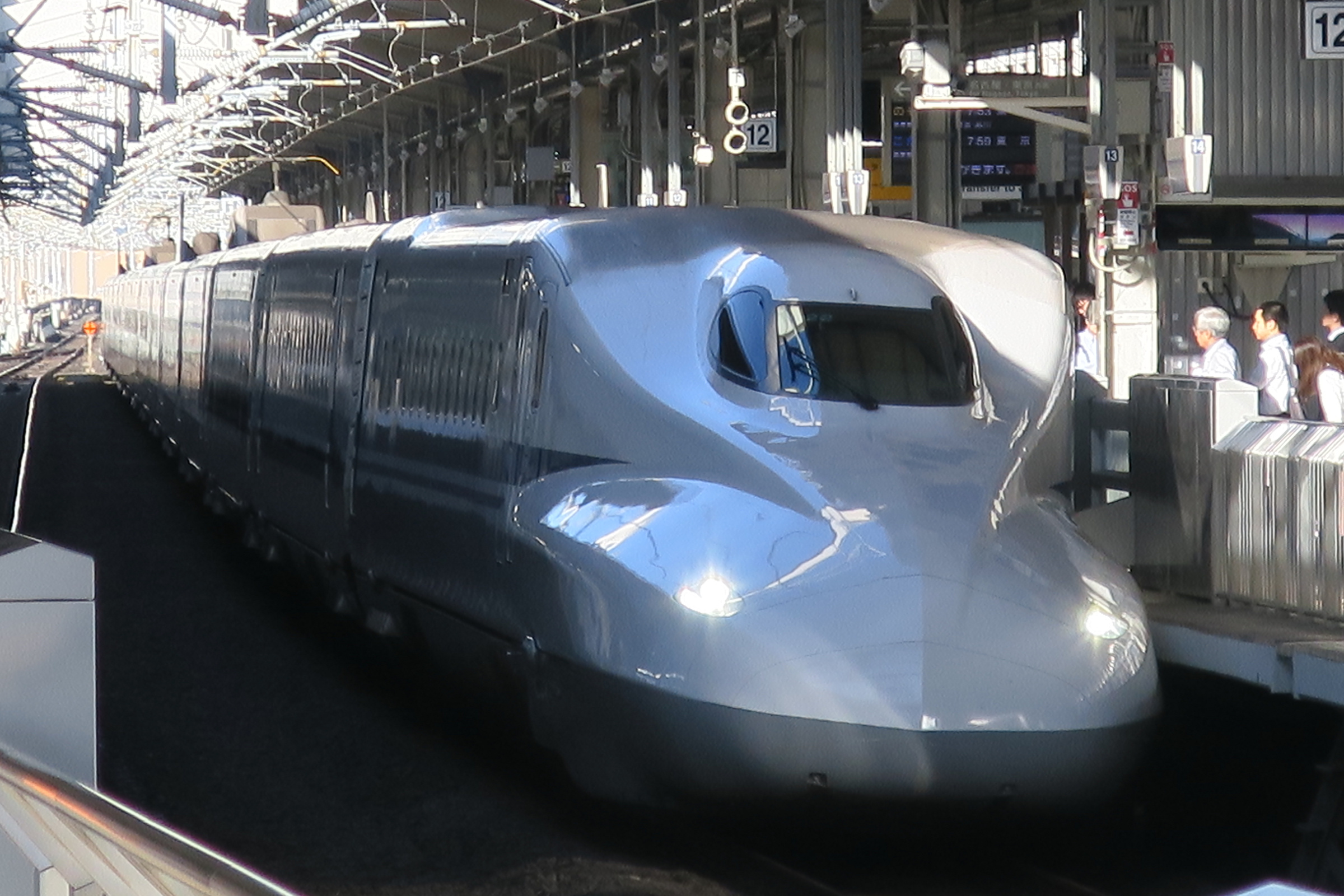
Shinkansen da série N700 na Estação de Kyoto

A Tōkaidō Shinkansen operada pela JR Central provê um serviço de comboios de alta-velocidade ligando Kyoto a Nagoya, Yokohama e Tóquio para o leste de Kyoto e com as proximidades de Osaka e pontos ao oeste na San'yō Shinkansen, como Kobe, Okayama, Hiroshima, Kitakyushu, e Fukuoka. A viagem a partir de Tóquio leva cerca de duas horas e dezoito minutos. A partir de Hakata em Fukuoka, o Nozomi leva os passageiros para Kyoto em três horas. Todos os comboios, incluindo o Nozomi, param na Estação de Kyoto, servindo como entrada não apenas a Prefeitura de Kyoto, mas também ao nordeste de Osaka, sul de Shiga e norte de Nara.

### Hidrovias
Há muitos rios, canais e outras hidrovias navegáveis em Kyoto. Os rios Seta e Uji (Rio Yodo), Kamogawa e Katsura passam pela cidade. O Canal do Lago Biwa foi uma construção muito importante. Atualmente, entretanto, as hidrovias não são usadas para passageiros ou transporte de bens, exceto para turismo de forma limitada como o barco Hozugawa Kudari no Rio Hozu e o barco turístico Jukkoku na área de Fushimi-ku.

## Turismo

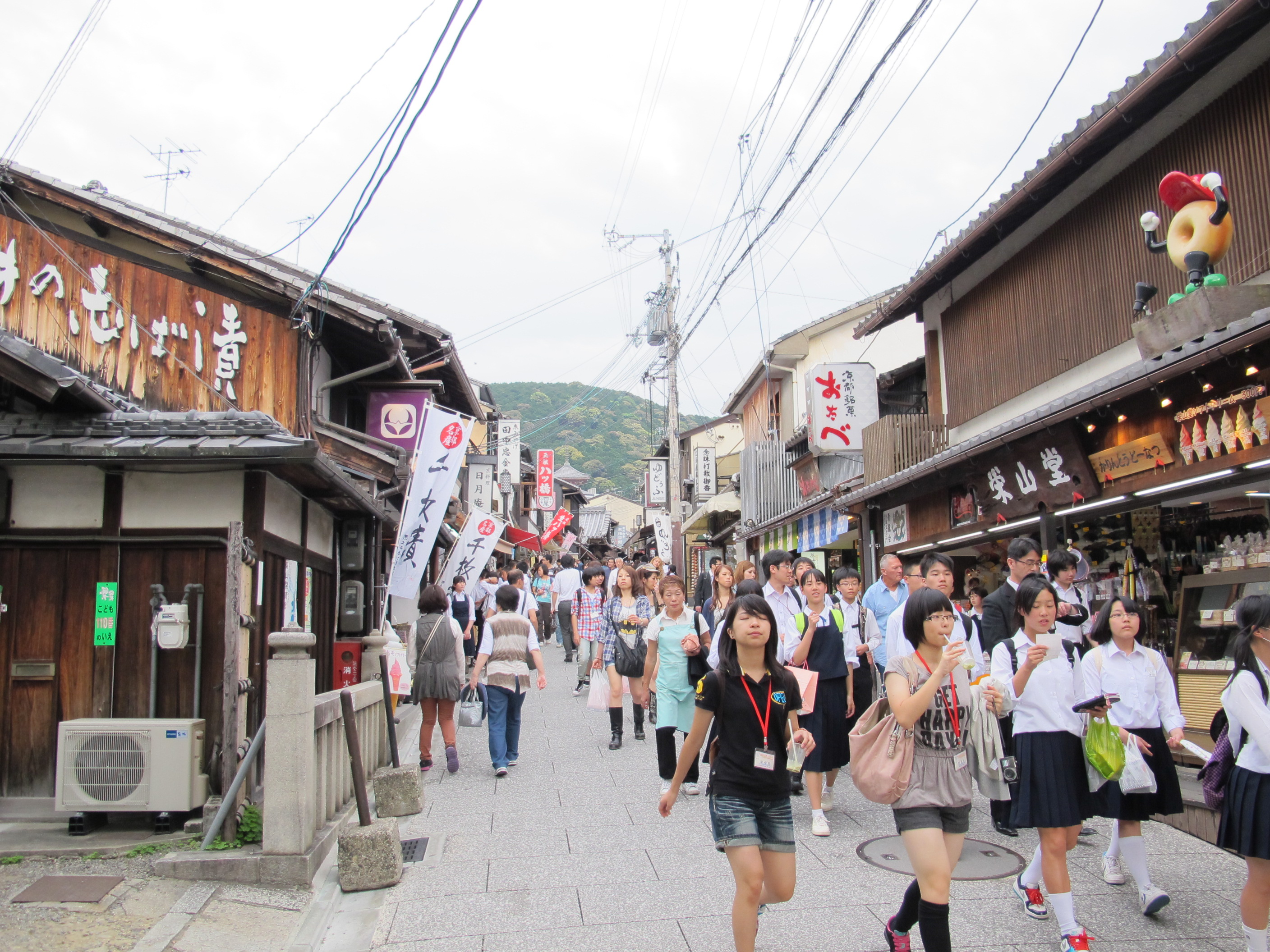
Turistas em uma rua perto de Kiyomizu-dera

Kyoto possui mais de 2000 templos e santuários.

### Património Mundial da UNESCO
Cerca de 20% dos Tesouros Nacionais do Japão e 14% das Propriedades Culturais Importantes estão em Kyoto.
Os Monumentos Históricos da Antiga Quioto são Patrimônios Mundiais da UNESCO que incluem 17 locais em Kyoto e Uji, na Prefeitura de Kyoto, e Ōtsu, na Prefeitura de Shiga. Os monumentos foram designados Patrimónios Mundiais em 1994.

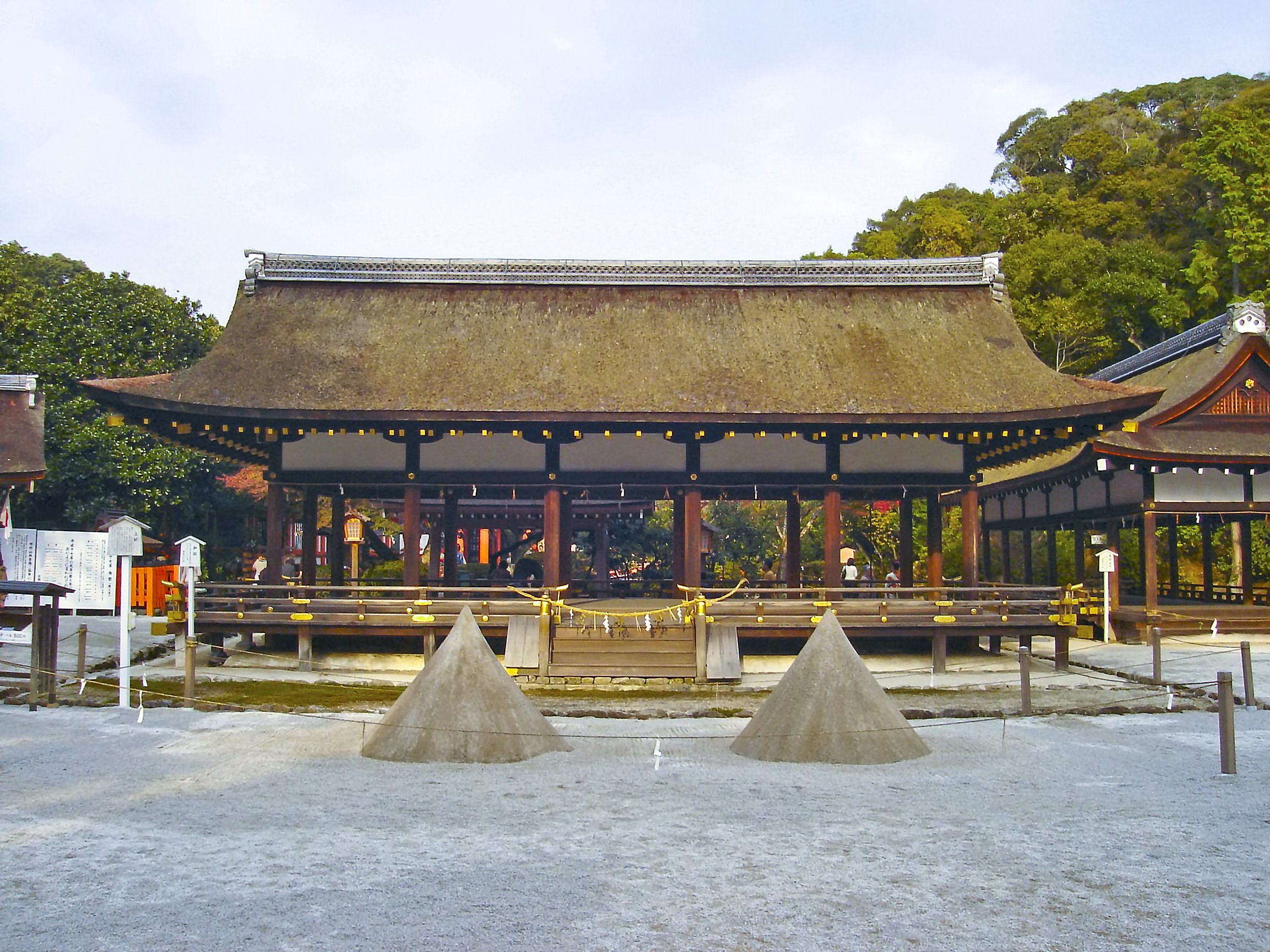
Santuário de Kamigamo
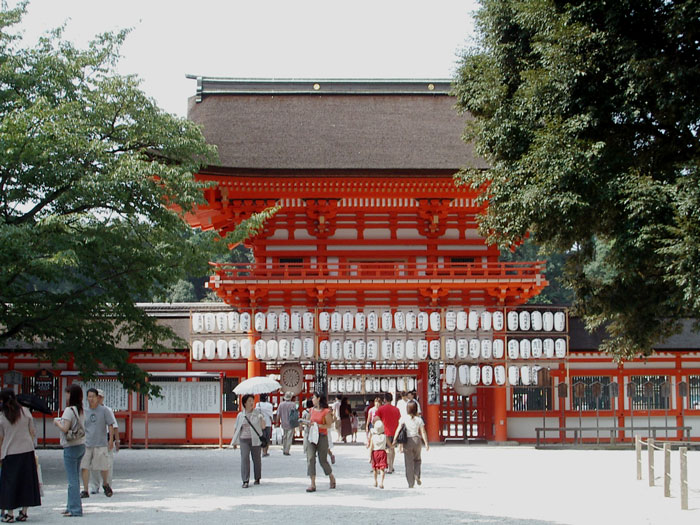
Templo de Shimogamo
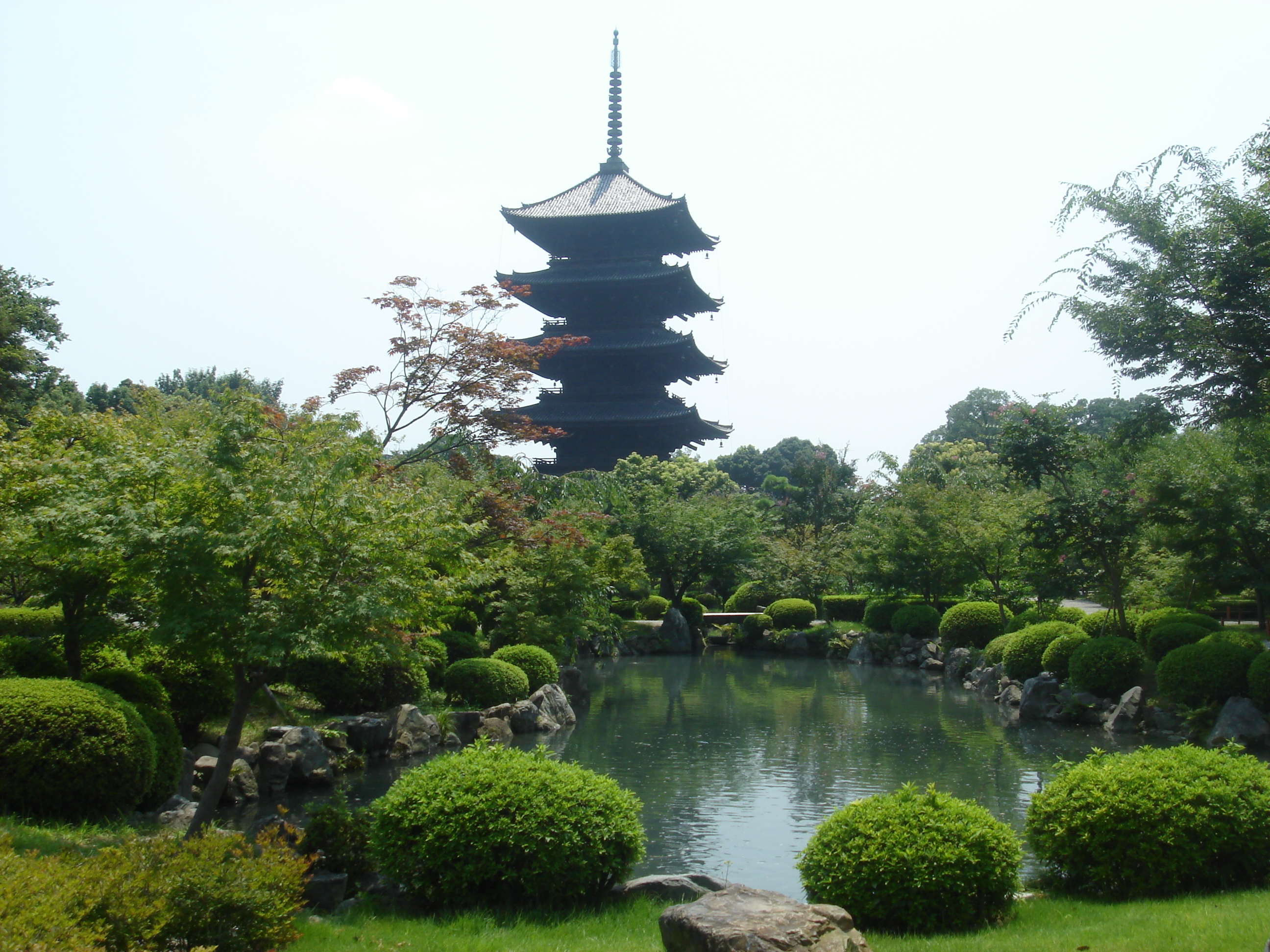
Tō-ji
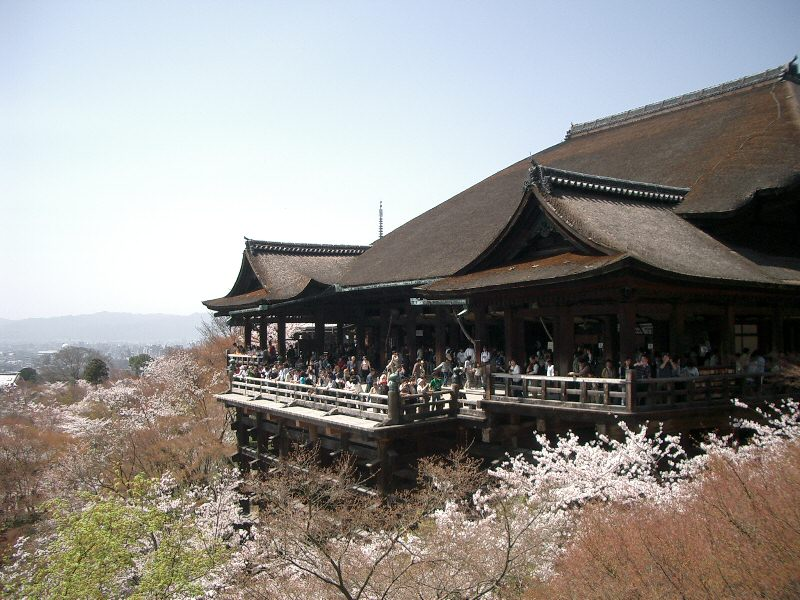
Kiyomizu-dera
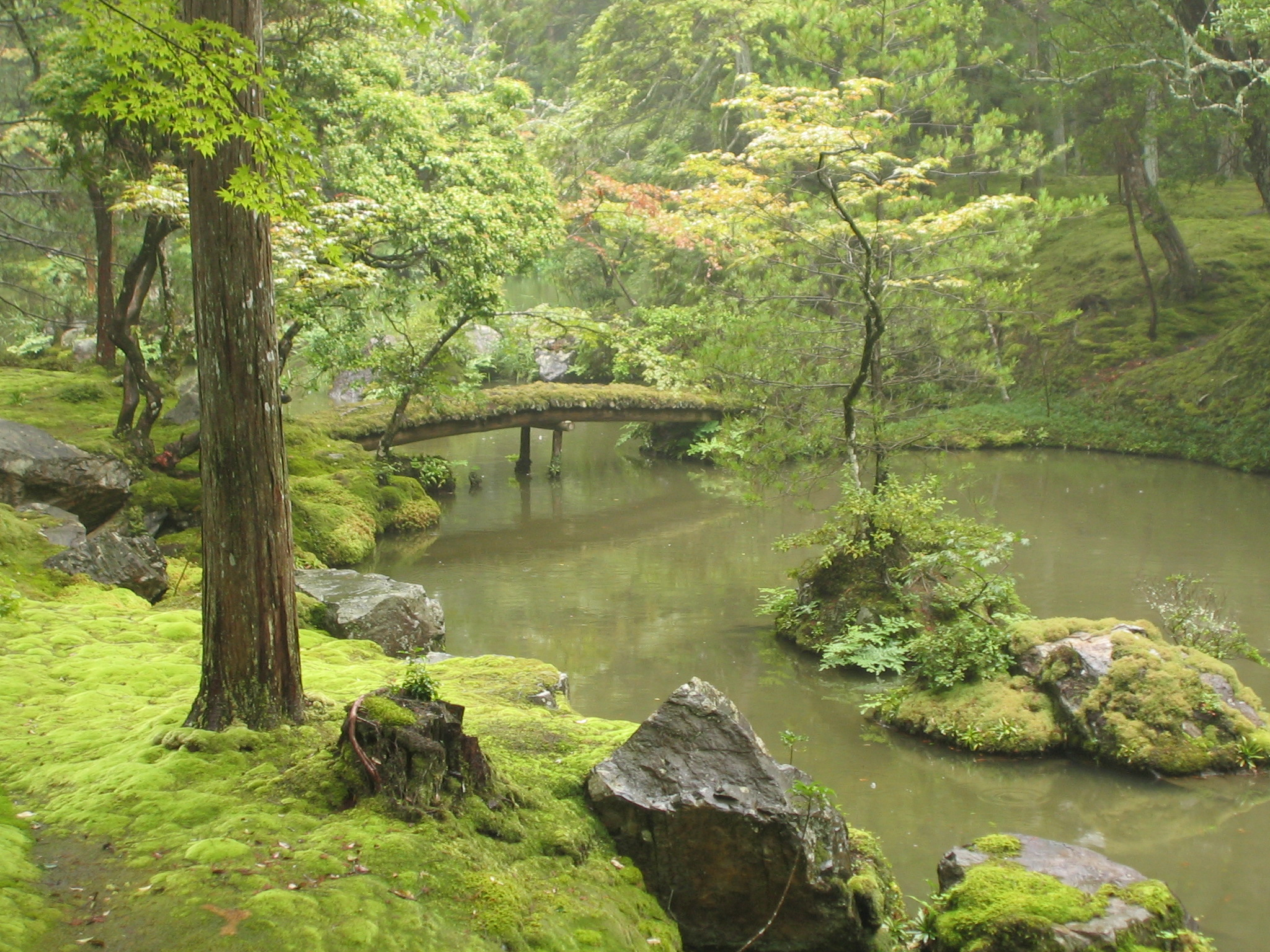
Saihō-ji
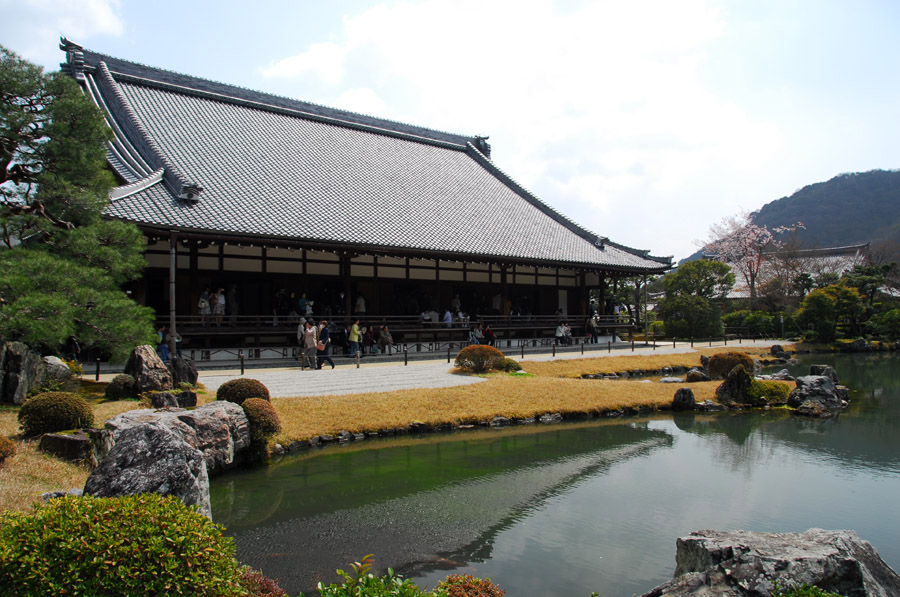
Tenryū-ji
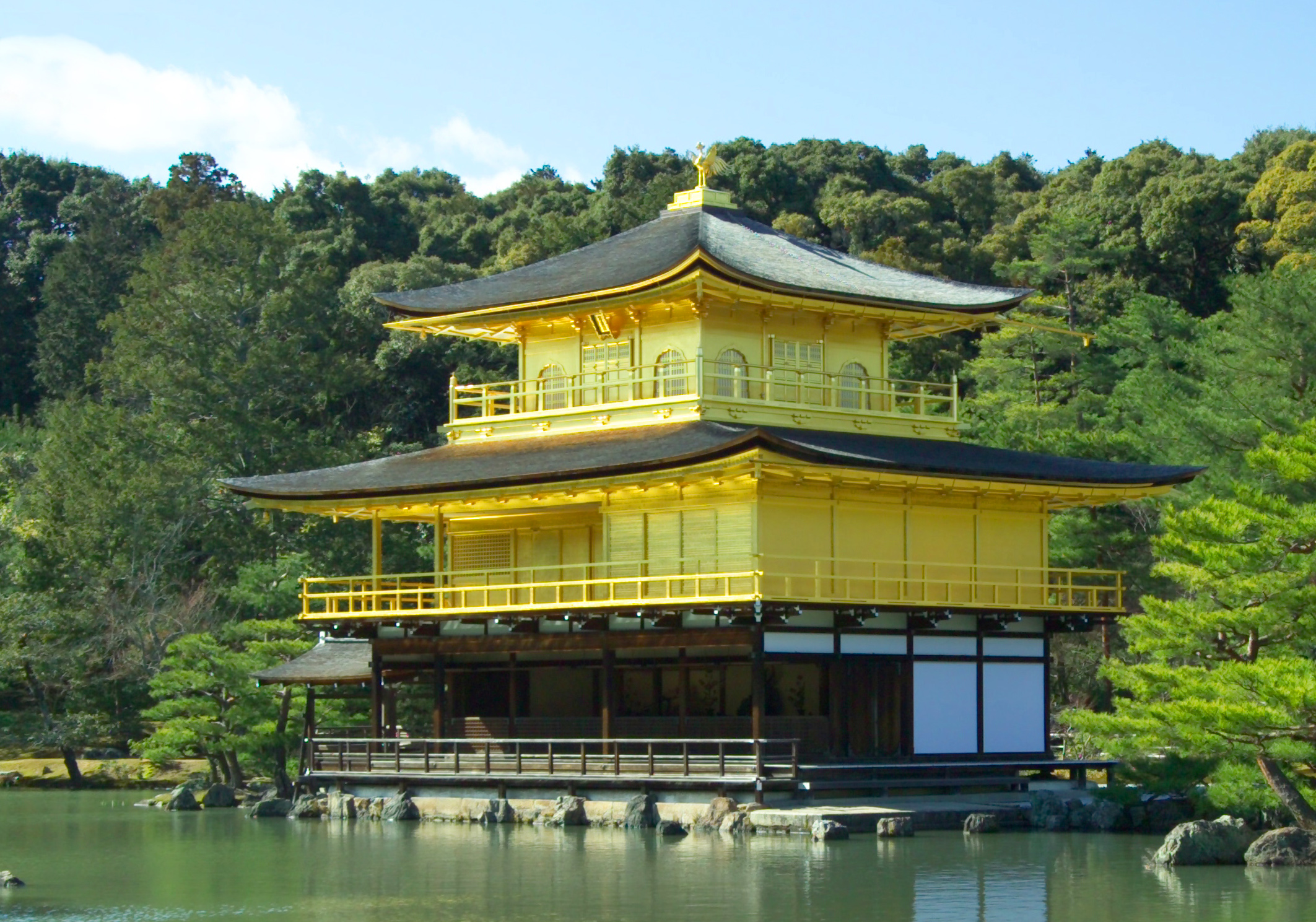
Kinkaku-ji
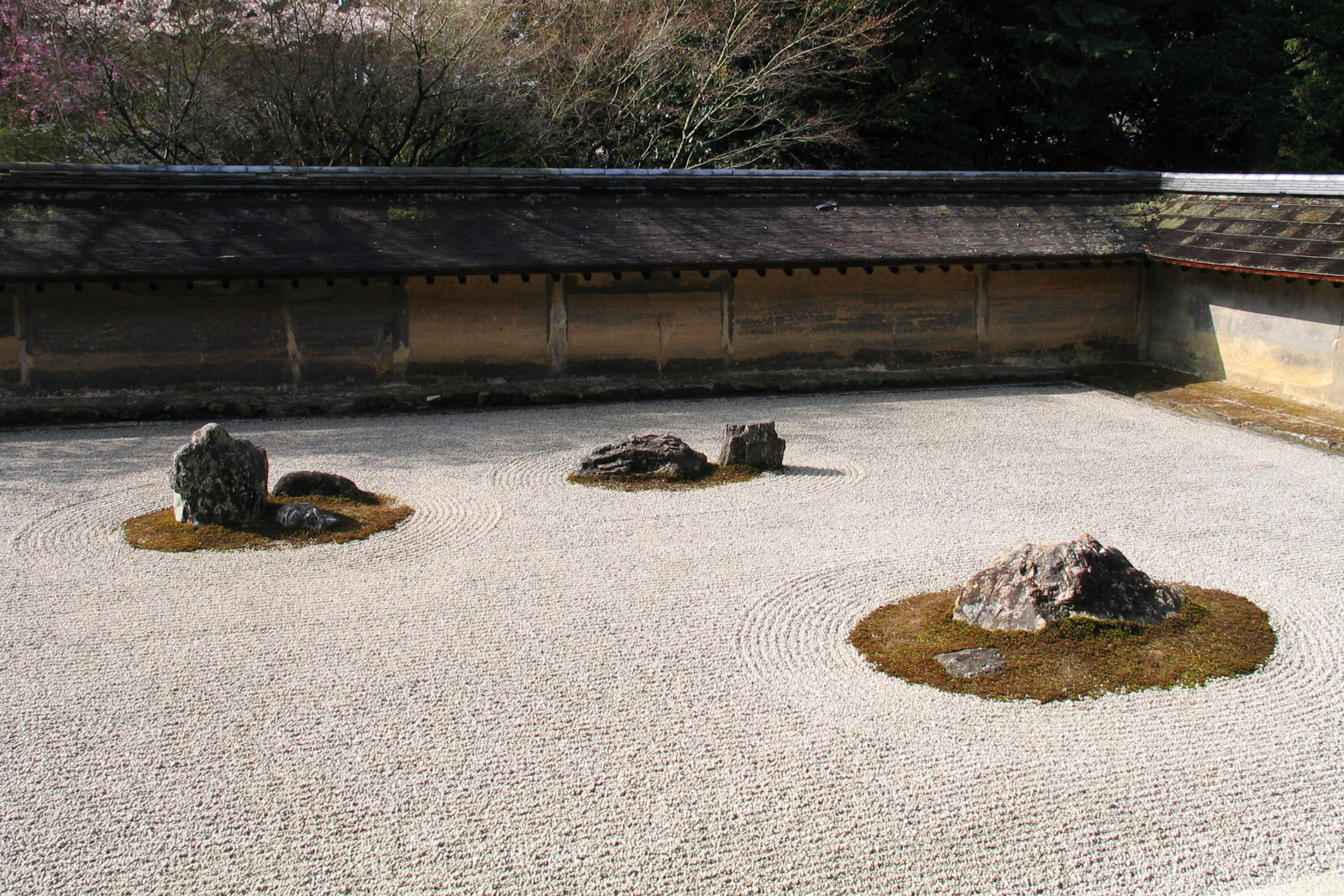
Ryōan-ji
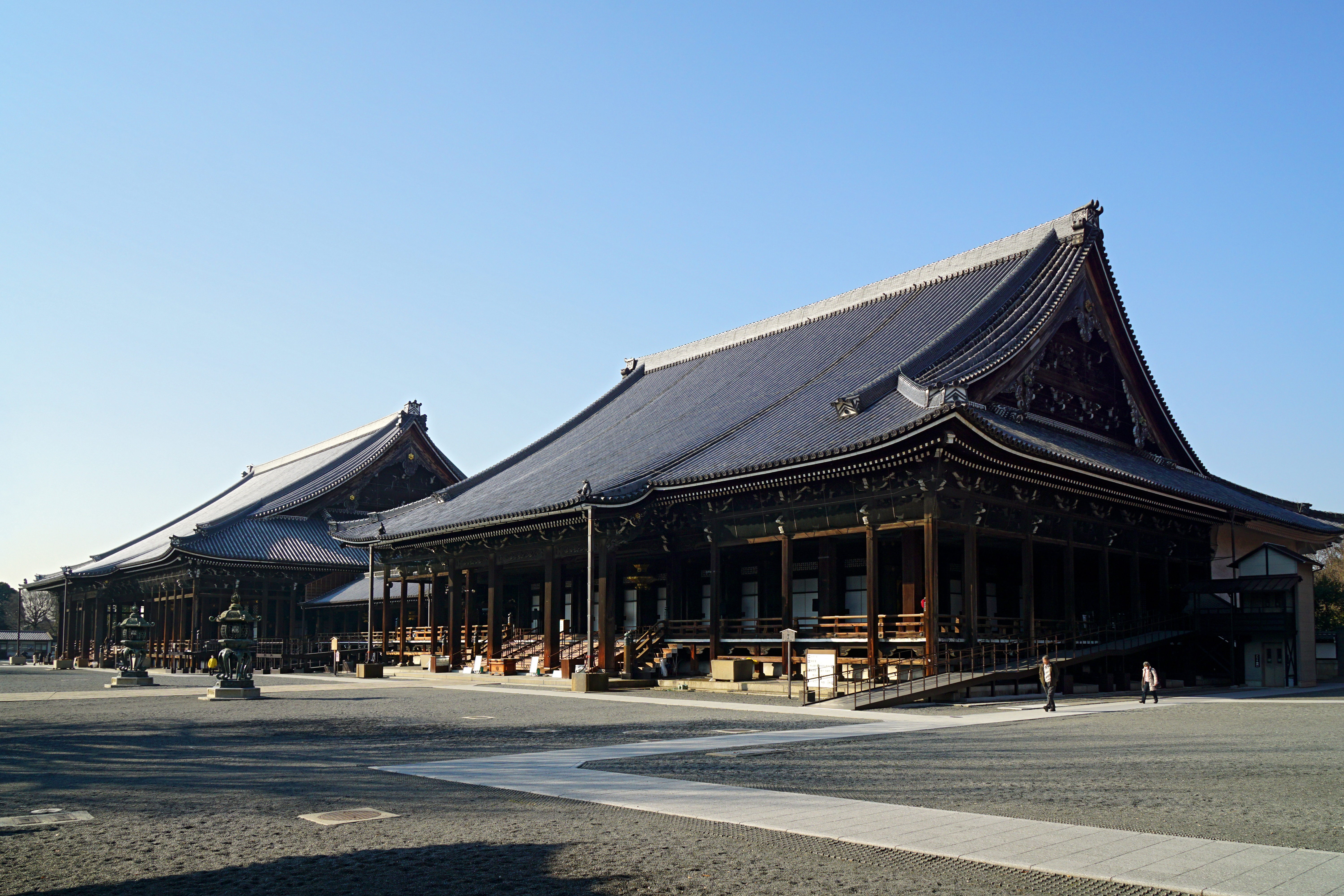
Nishi Hongan-ji
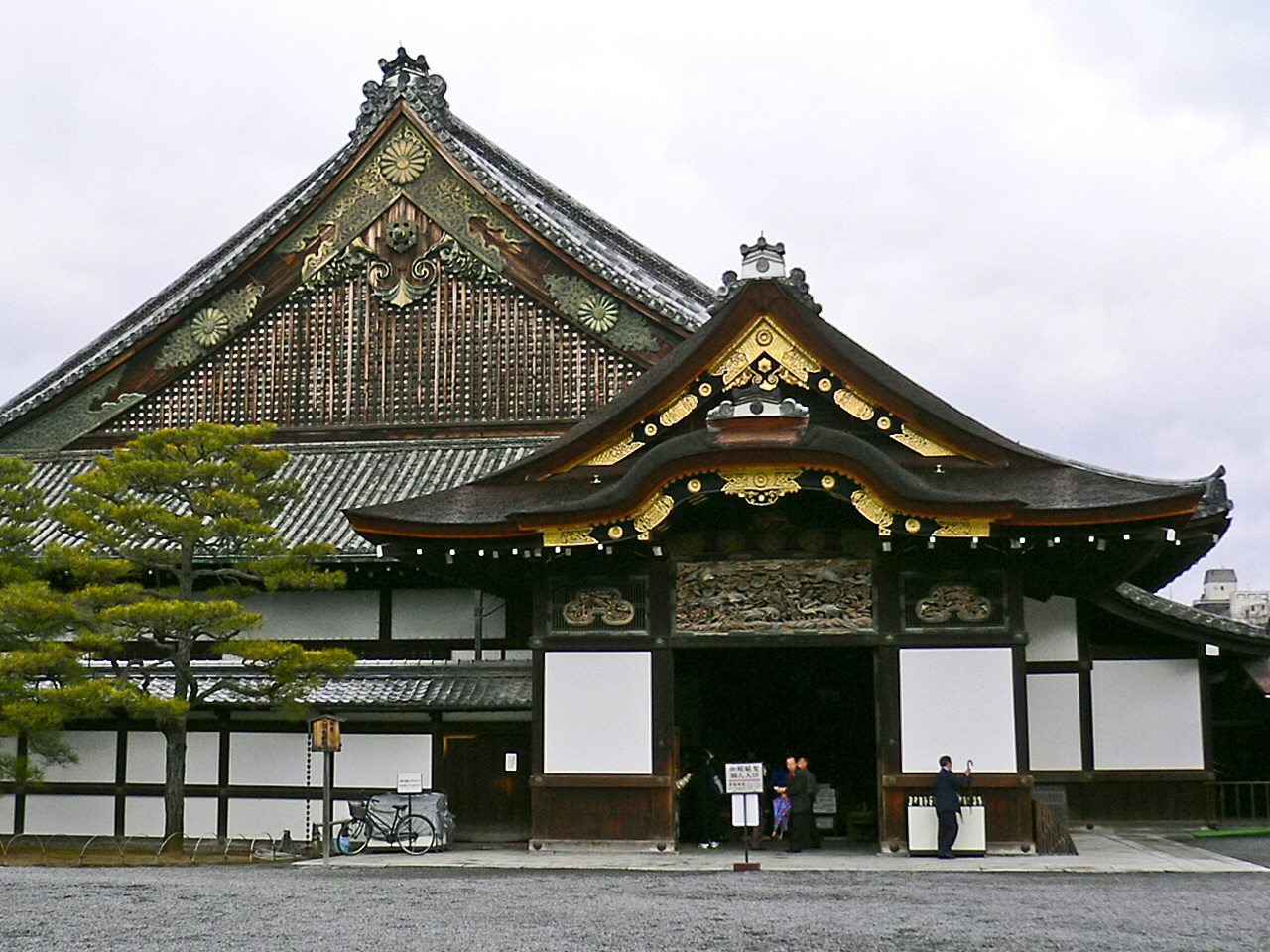
Castelo de Nijō
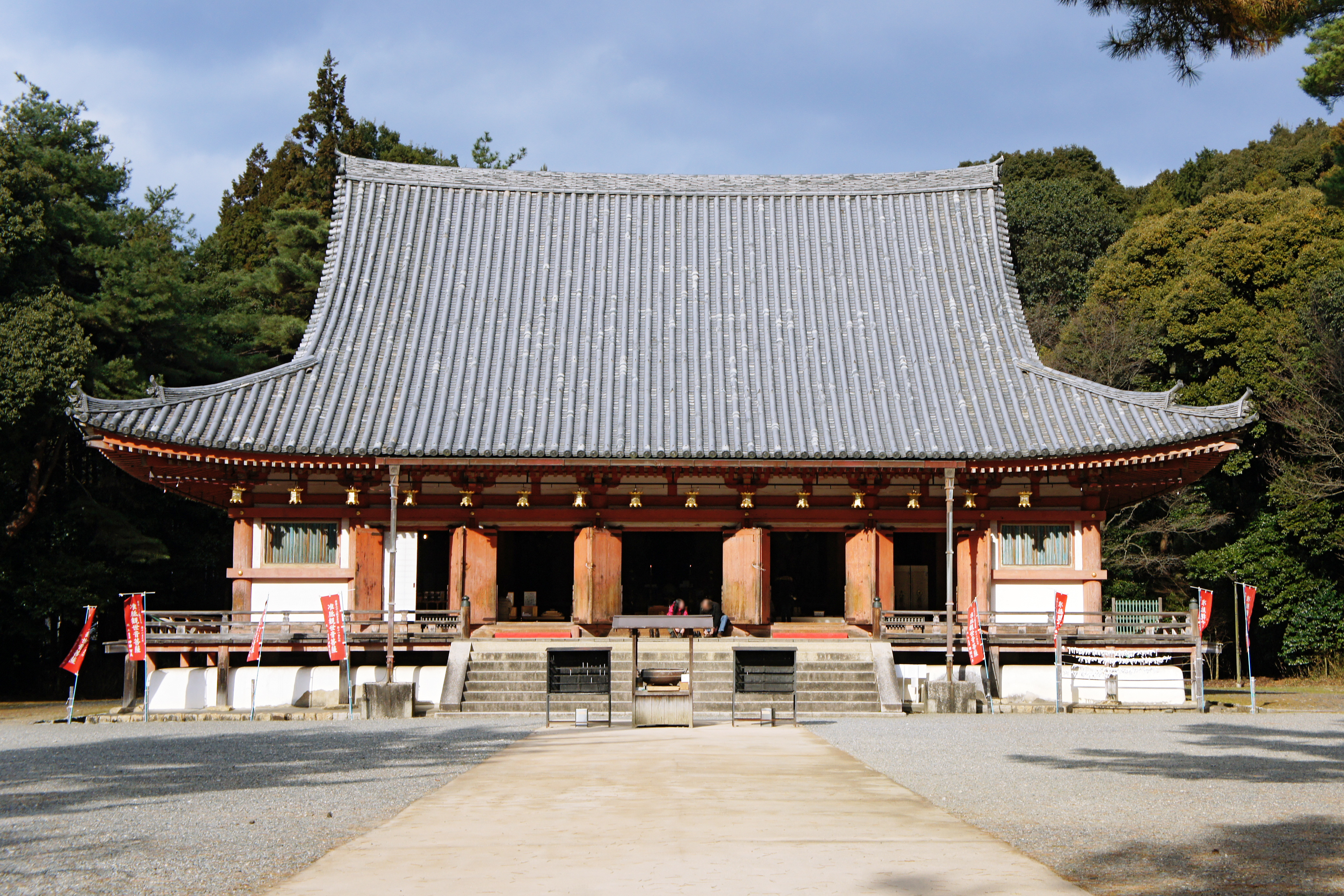
Daigo-ji
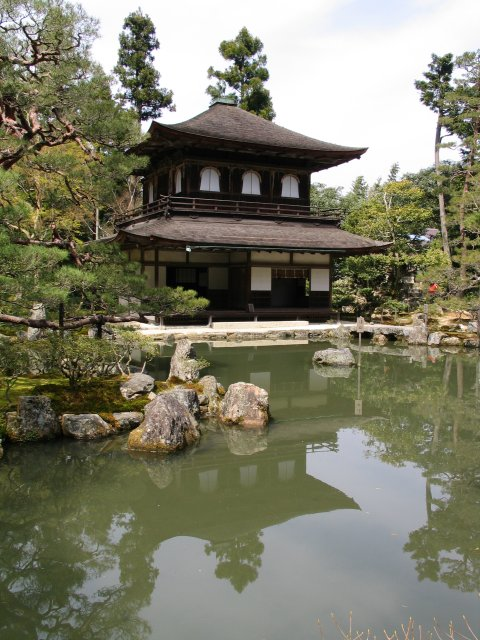
Ginkaku-ji
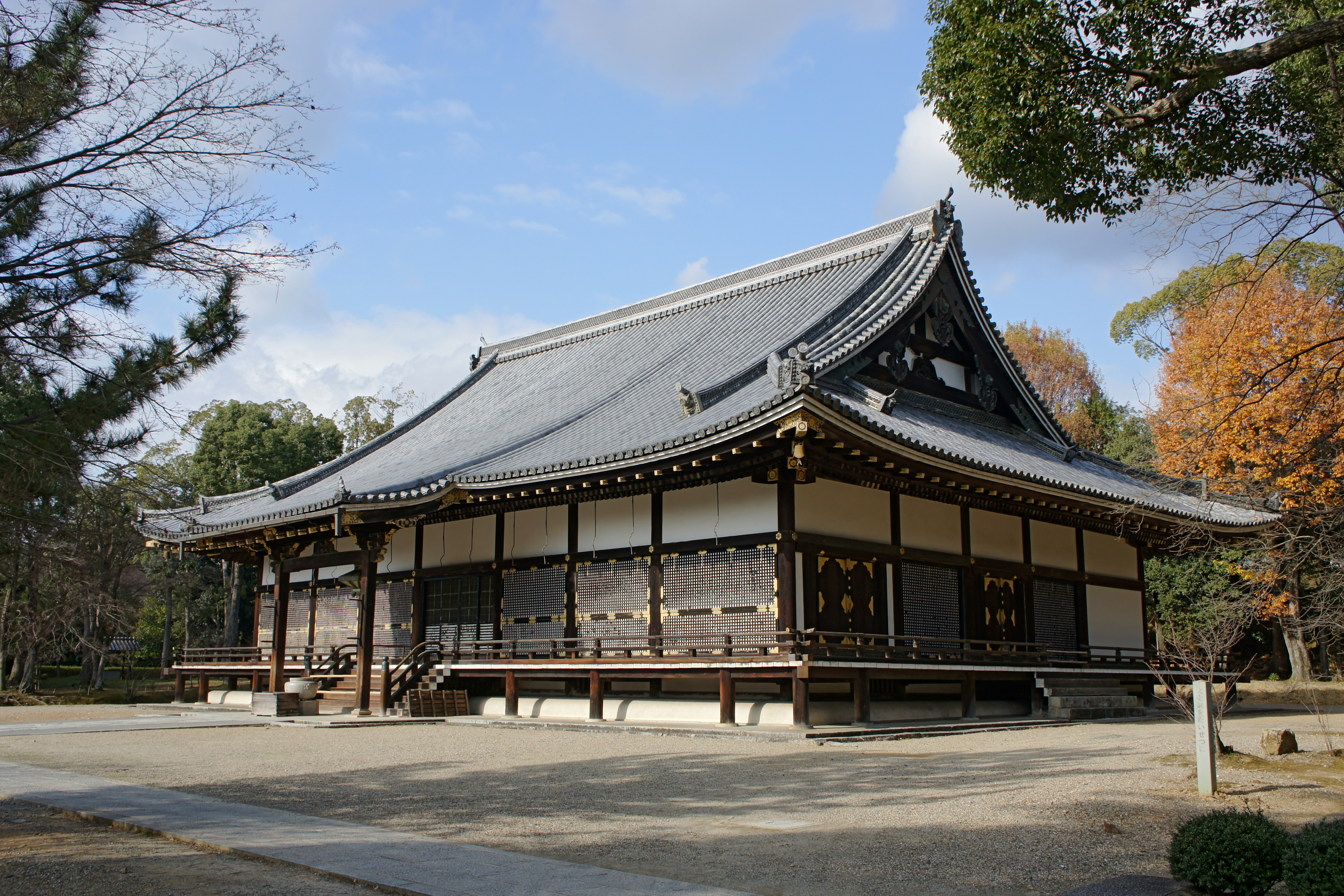
Ninna-ji
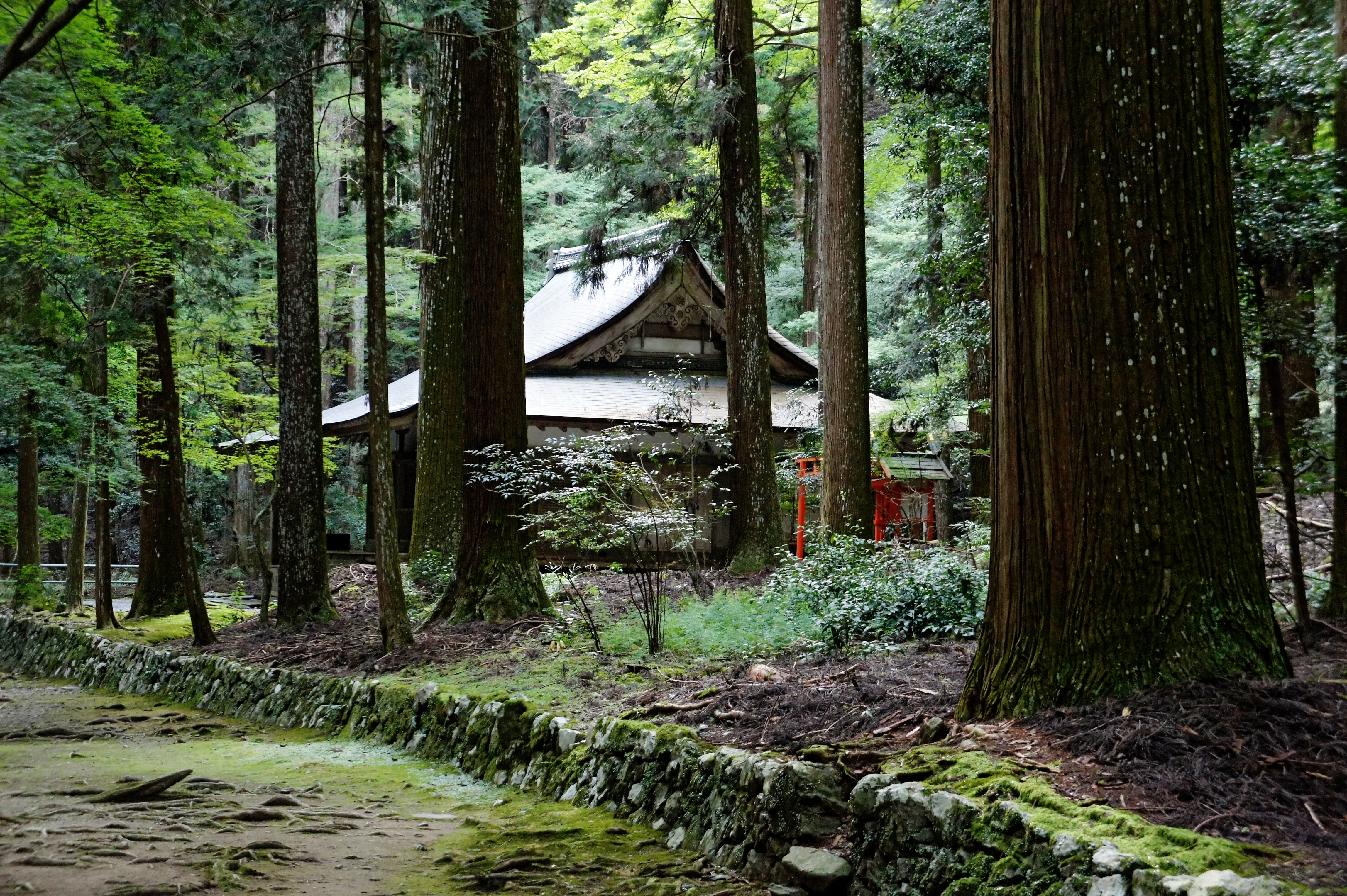
Kōzan-ji

### Festivais
Kyoto também é famosa por seus festivais tradicionais que acontecem há mais de 1 000 anos e são grandes atrações turísticas. O primeiro é o Aoi Matsuri em 15 de maio. Dois meses depois (de 1 a 30 de julho) acontece o Gion Matsuri conhecido por ser um dos 3 maiores festivais do Japão, culminando em uma grande parada em 17 de julho. Kyoto marca o Festival Bon com o Gozan no Okuribi, fogueiras acesas em montanhas para guiar os espíritos para casa (16 de agosto). Em 22 de outubro, ocorre o Jidai Matsuri, o Festival das Eras, que celebra o passado ilustre de Kyoto.

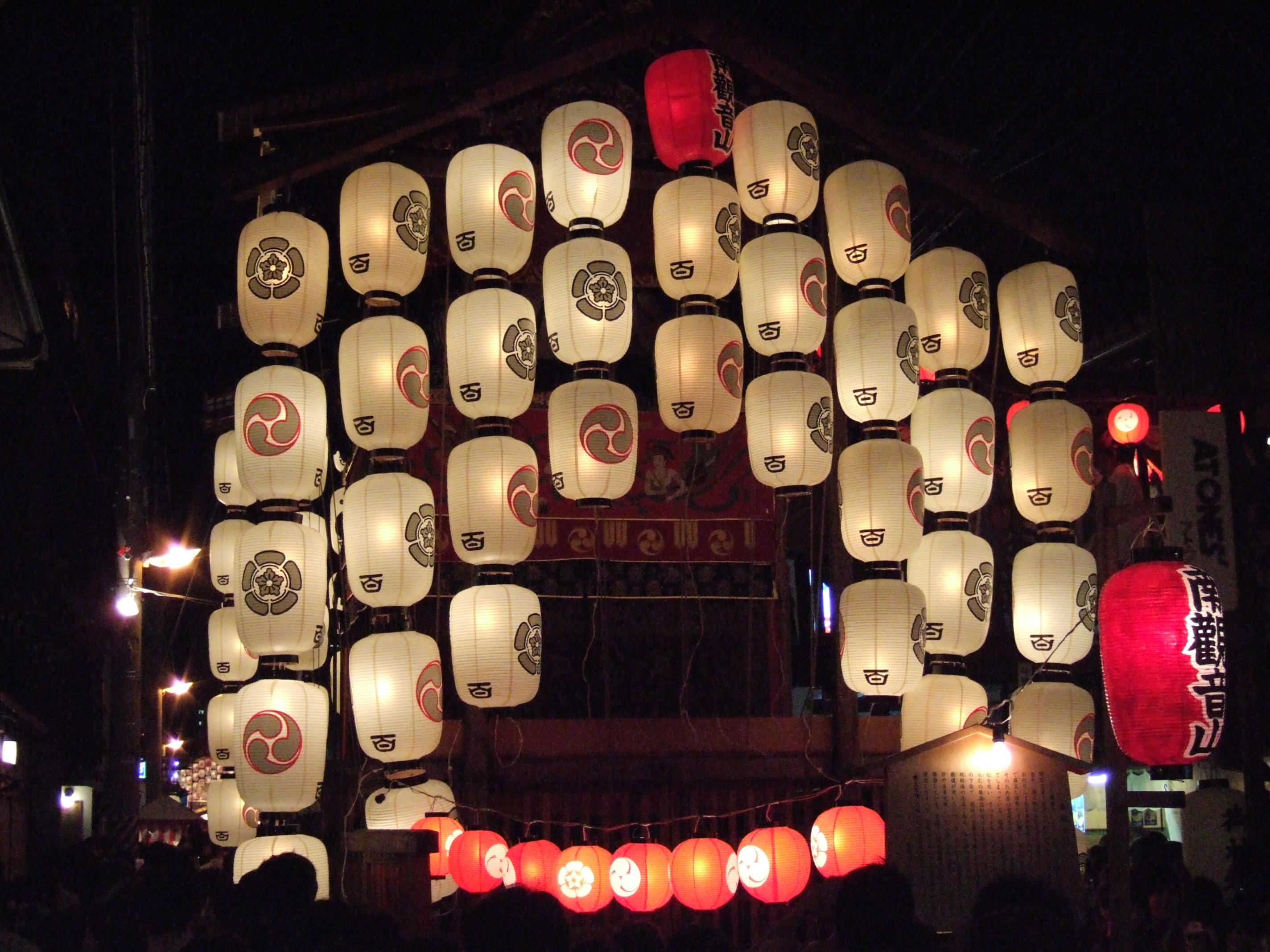
Gion Matsuri
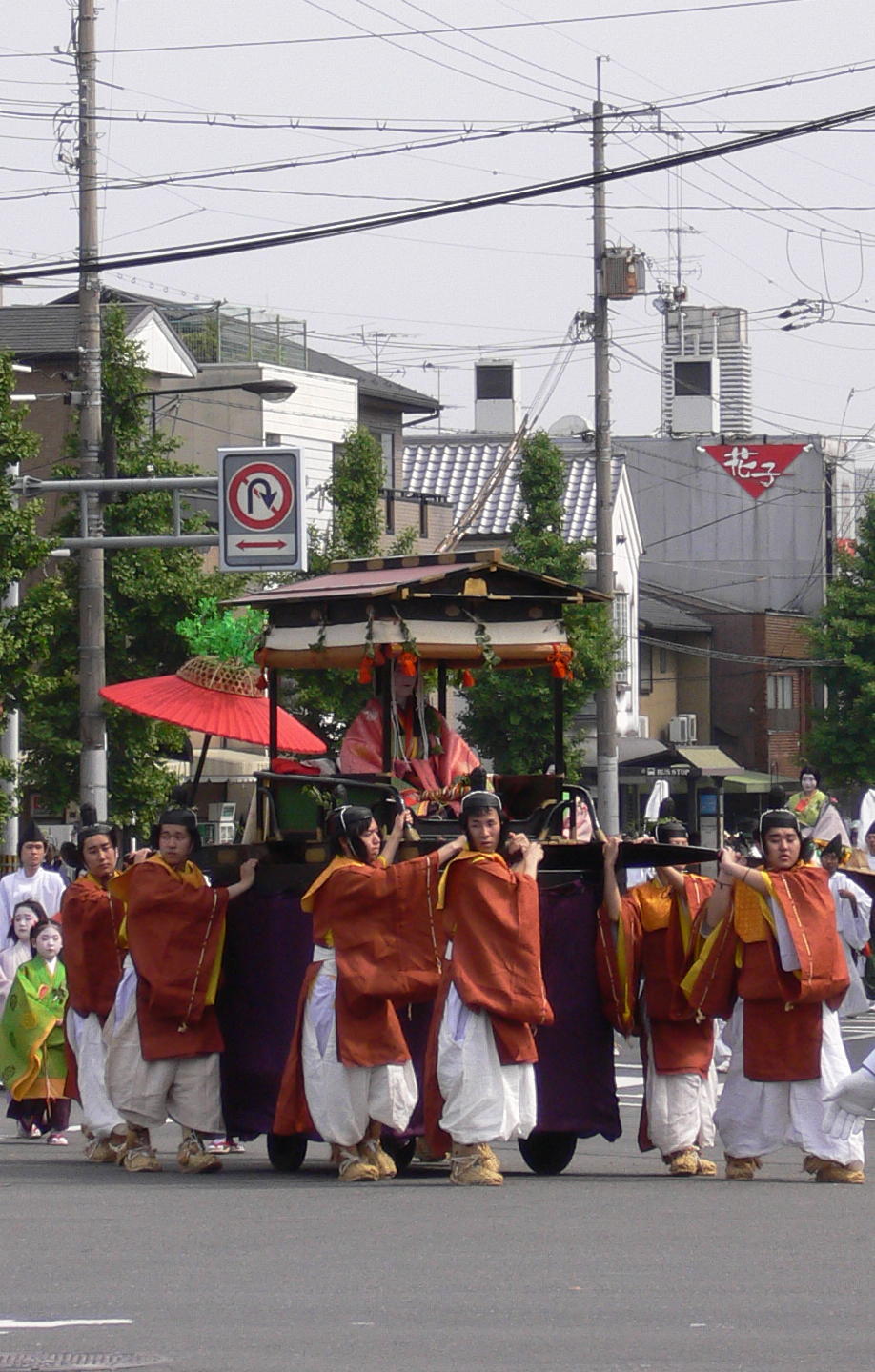
Aoi Matsuri
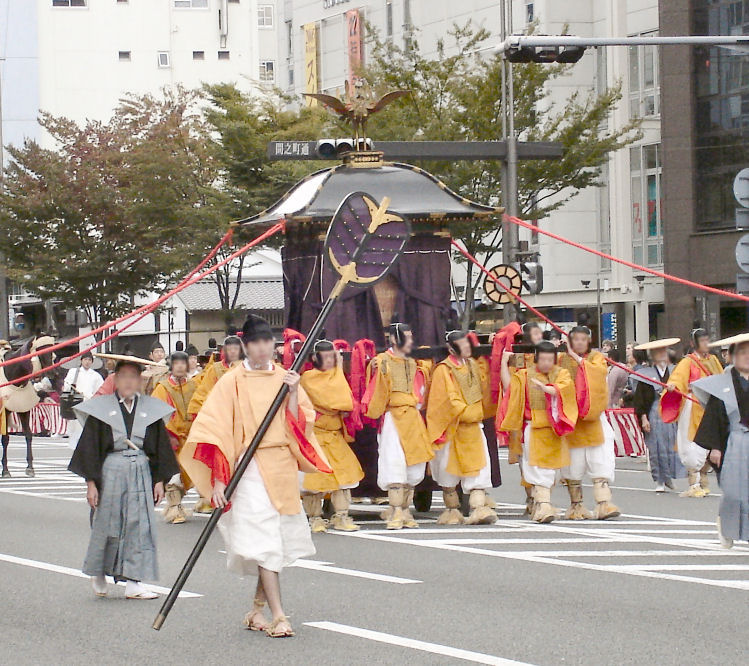
Jidai Matsuri
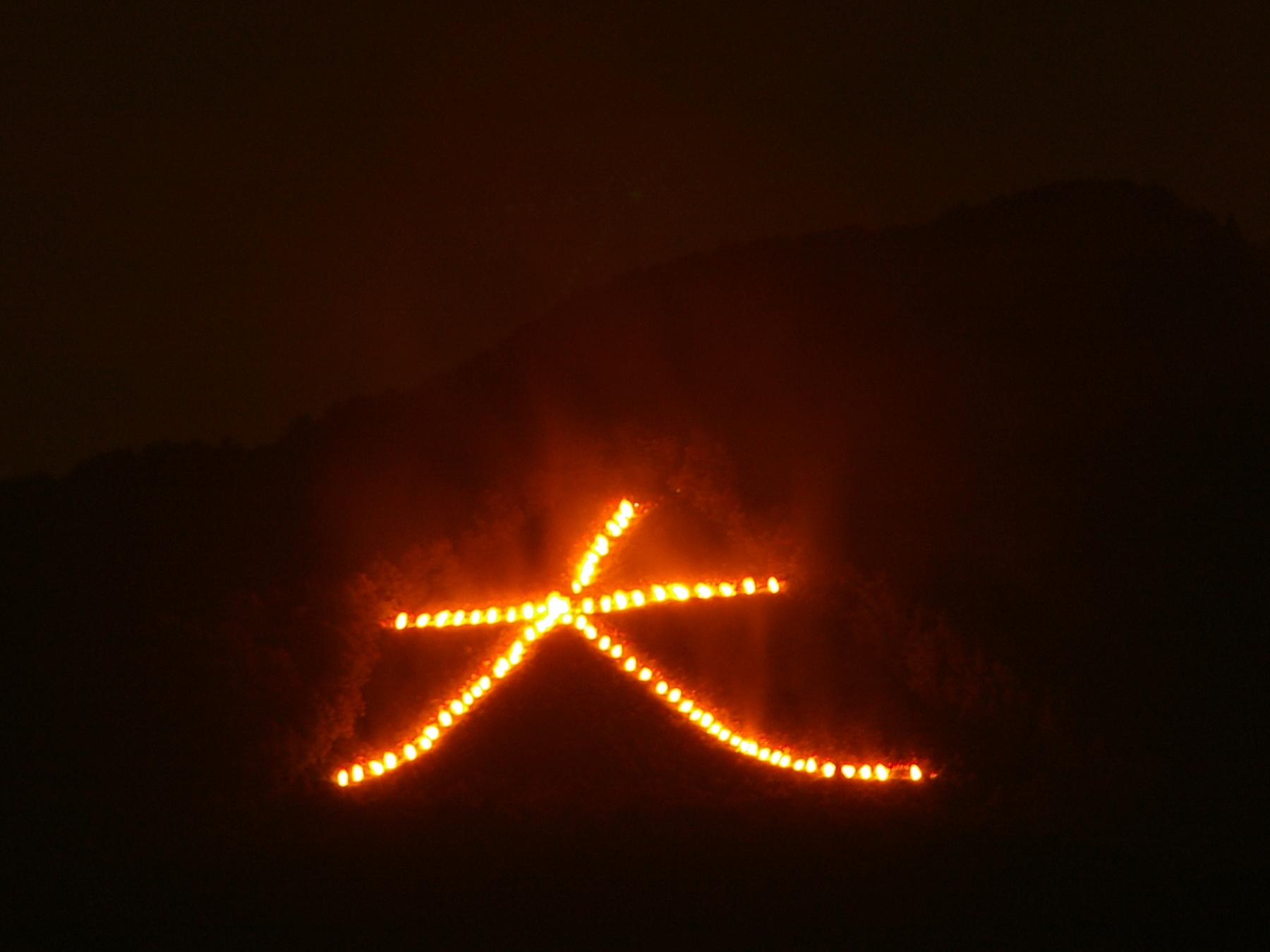
Gozan no Okuribi

## Desportos

### Futebol

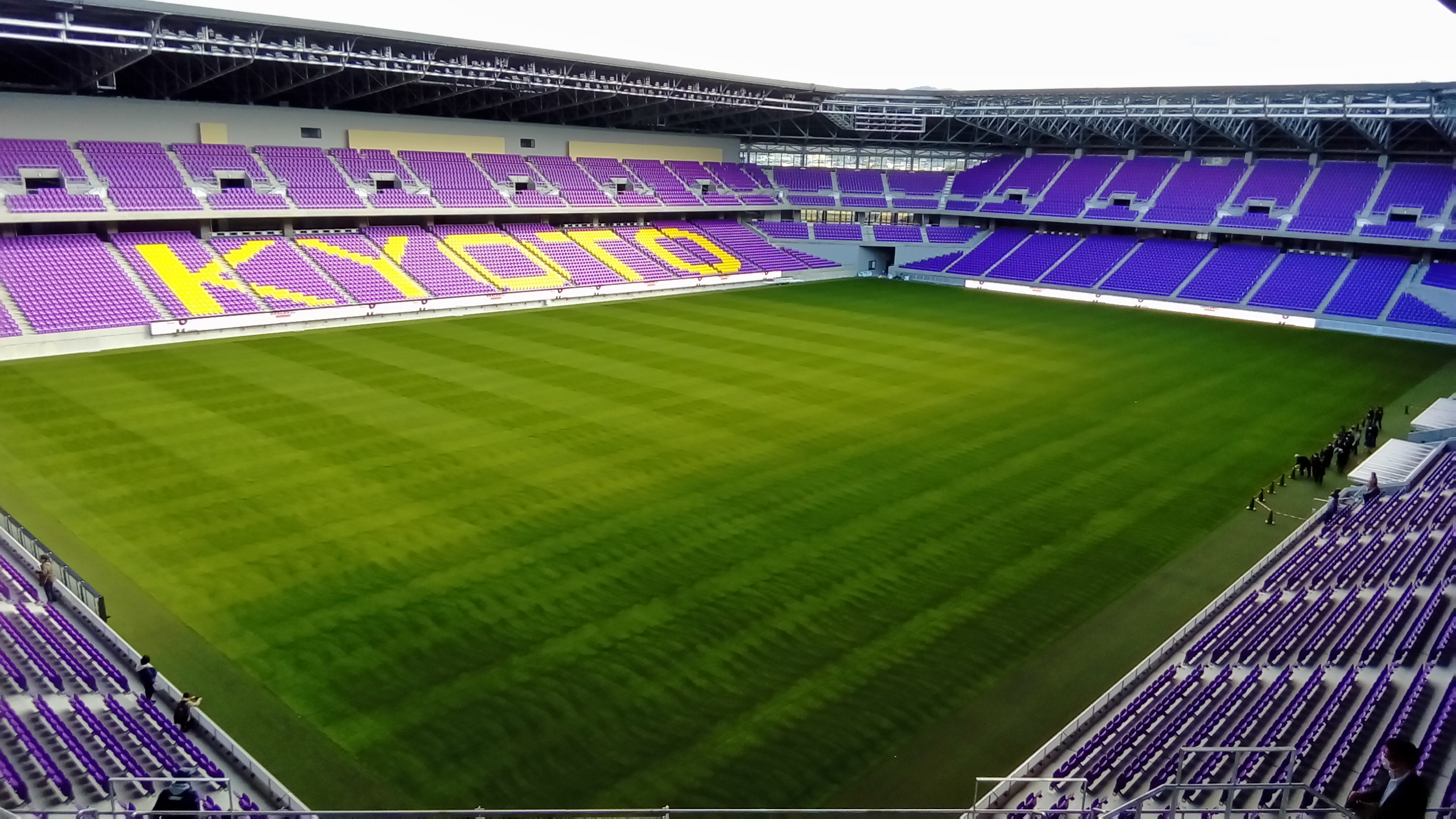
Sanga Stadium by Kyocera, casa do Kyoto Sanga FC

No futebol, Quioto é representada pelo Kyoto Sanga F.C que venceu a Copa do Imperador em 2002, e subiu a Primeira divisão da J.League em 2005. O Kyoto Sanga tem uma longa história como uma equipa amadora, embora tenha sido apenas com a profissionalização que foi capaz de competir na primeira divisão. O seu estádio é o Estádio Nishikyogoku.
Clubes amadores de futebol como o F.C. Kyoto BAMB 1993 e o Kyoto Shiko Club (ambas as equipas separadas do Kyoto Shiko, que viria a se tornar o Kyoto Sanga) bem como o AS Laranja Kyoto e o Amitie SC Kyoto competem na liga regional de futebol de Kansai.

### Basebol
Entre 1951 e 1952, o clube Shochiku Robins da Liga Central jogaram os seus jogos franqueados no Kinugasa Ballpark em Kita-ku. Em 2010, o Estádio Nishikyogoku em Ukyo-ku tornou-se a casa da recém-formada equipa profissional de basebol feminino, o Kyoto Asto Dreams.
Além disso, os clubes de basebol de ensino médio de Quioto são fortes, com o Heian e o Toba fazendo grandes partidas no recente torneio anual ocorrido no Estádio Koshien, em Nishinomiya, próximo a Osaka.

### Corrida de cavalos
O Hipódromo de Kyoto em Fushimi-ku é um dos dez hipódromos geridos pela Associação de Corridas do Japão. As suas notáveis corridas de cavalo incluem a Kikuka-shō, a Spring Tenno Sho, e a Copa Comemorativa Rainha Elizabeth II.

### Ténis
Kimiko Date, uma tenista que atingiu o número 4 do Ranking WTA na década de 1990, nasceu em Kyoto.

## Relações internacionais

### Cidades-gémeas e cidades-irmãs
A cidade de Kyoto possui acordos de geminação com as seguintes cidades:
- Boston, Estados Unidos; desde 1959
- Paris, França; desde 1958
- Colónia, Alemanha; desde 1963
- Florença, Itália; desde 1965
- Kiev, Ucrânia; desde 1971
- Xian, China; desde 1974
- Guadalajara, México; desde 1980
- Zagreb, Croácia; desde 1981
- Praga, República Checa; desde 1996

### Cidades parceiras
Além dos tratados de geminação, Kyoto criou um sistema de "cidades parceiras" que foca na cooperação em um tópico em particular. Atualmente, Kyoto possui tratado de parceria com as seguintes cidades:
- Jinju, Gyeongsang do Sul, Coreia do Sul (1999)
- Cônia, Turquia (2009)
- Paris, França (1958)
- Qingdao, Shandong, China (2012)
- Huế, Vietnam (2013)
- Istambul, Turquia (2013)
- Vientiane, Laos (2015)
- Varanasi, India